# Wereldkampioenschap wegrace 1980
Het wereldkampioenschap wegrace seizoen 1980 was het 32e in de geschiedenis van het door de FIM georganiseerde wereldkampioenschap wegrace.

## FIM
- Op 5 januari tekenden 15 coureurs, waaronder Kenny Roberts, Barry Sheene, Virginio Ferrari, Franco Uncini, Graziano Rossi, Christian Sarron, Randy Mamola, Boet van Dulmen en Jack Middelburg, een contract voor de officiële oprichting van de Professional Riders Association. Daarmee verbonden ze zich aan Roberts en Barry Coleman en hun "World Series of Motorcycle Racing". Ze mochten niet meer deelnemen aan Grands Prix van de FIM op straffe van een boete van 100.000 dollar per evenement. Belangrijke "weigeraars" waren Johnny Cecotto en Wil Hartog, die wel in de WK-GP's wilden starten. Omdat er echter nog geen enkel contract met een circuit of een organisator was, werd de zaak een week later al genuanceerd: men mocht in FIM-races starten, behalve in de GP van Venezuela (hoge reiskosten), de GP van Duitsland (te gevaarlijk), de GP van België als die op het Circuit Spa-Francorchamps zou plaatsvinden (te glad asfalt), de GP van Zweden (te weinig publiek), de GP van Finland (te gevaarlijk en door het wegvallen van Zweden ook te hoge reiskosten) en de GP van Tsjecho-Slowakije (te gevaarlijk). De rijders die dat wilden mochten wel in hun thuis-Grand Prix starten. Overigens "vergat" Jan Muis, de manager van Boet van Dulmen en Jack Middelburg, de contracten naar Coleman terug te sturen. Dat bespaarde hen veel problemen toen de fabrieken zich achter de FIM schaarden en de PRA-coureurs hun "World Series" zonder motorfietsen moesten aanvangen. Intussen werd Wil Hartog, die een vergadering van de PRA kwaad verliet, door Roberts als "wegloper" bestempeld. Tijdens een vergadering tussen vertegenwoordigers van de PRA en de FIM nam de FIM-voorzitter Rodil del Valle een hard standpunt in. Hij droeg de nationale bonden op de banden met de World-Series-leden te verbreken, waardoor de coureurs nu definitief aan de FIM vastzaten. WS-rijders die met toestemming van de PRA aan lucratieve Grands Prix wilden deelnemen kregen geen FIM-startlicentie en konden daar dus niet starten. Wel leverde het gesprek een paar positieve zaken op: start- en prijzengelden werden drastisch verhoogd en de Belgische Grand Prix verhuisde naar het circuit van Zolder.
- De 350cc-klasse stond aan het einde van de jaren zeventig al ter discussie, maar de FIM had tijdens haar najaarscongres besloten de klasse voorlopig te behouden. Door het wegvallen van de GP van Venezuela en de GP van Oostenrijk en het schrappen van de klasse in de GP van Spanje en de GP van Finland bleven er in 1980 nog maar zes 350cc-races over.

## Merken/teams
- Takazumi Katayama berichtte in zijn columns regelmatig over de testritten met de Honda NR 500. Honda had ook Mick Grant gecontracteerd voor het seizoen 1980, maar annuleerde in april alle boekingen (circuit en hotel) voor de tests op de Salzburgring, waarmee duidelijk was dat het merk zich een nieuwe afgang wilde besparen. Katayama en Grant waren tijdens trainingen geblesseerd geraakt en Grant was tijdens de Transatlantic Trophy een keer elfde en twee keer laatste geworden. Uiteindelijk bestelden Katayama (Suzuki RG 500), Grant (Suzuki RG 500) en derde testrijder Ron Haslam (Yamaha TZ 500) alle drie een productieracer voor het seizoen 1980. Ze verwachtten niet dat Honda in dat jaar nog aan de start zou komen. Honda bracht de NR 500 naar Finland, waar na de training twee motorblokken onbruikbaar waren en naar Silverstone, waar Katayama de race als vijftiende afsloot.
- Mike Krauser zette een groot raceteam op, met Toni Mang in de 250- en 350cc-klassen en Rolf Biland, Werner Schwärzel en Hermann Huber in de zijspanklasse. Aan de 250- en 350cc-machines hoefde Krauser niets te doen: Mang bracht ze onder zijn naam uit omdat hij onenigheid met Kawasaki had gekregen.
- Minarelli trok op verzoek van Ángel Nieto de Nederlandse constructeurs Jan Thiel en Martin Mijwaart aan, maar tot een wereldtitel leidde dat niet.
- Morbidelli bouwde een nieuwe 500cc-racer voor Graziano Rossi, maar de ontwikkeling duurde te lang en Rossi werd opgenomen in het Suzuki-fabrieksteam van Roberto Gallina, waar hij de plaats van Virginio Ferrari innam.
- Suzuki trad aan met nieuwe fabrieksrijders: Graziano Rossi en Marco Lucchinelli (Gallina-Suzuki), Randy Mamola en Graeme Crosby (Suzuki GB) en Wil Hartog (Riemersma-Suzuki). Na de tegenvallende resultaten in de eerste race in Italië kwamen Japanse monteurs over met andere krukaslagers en met drie nieuwe frames met monoshock achtervering. Ze waren bestemd voor Rossi, Mamola en Hartog.
- Het team van Van Veen kreeg halverwege het seizoen een probleem. Ricardo Tormo was door de Spaanse bond voor 60.000 gulden (ongeveer 28.000 Euro) ingekocht in het team, maar Stefan Dörflinger stond er in het kampioenschap veel beter voor. Die had echter stalorders om Tormo te helpen.
- Het was al snel duidelijk dat het Yamaha International Team van Kenny Roberts het meest professioneel was. Kenny had drie monteurs, geleid door Kel Carruthers en een "bandenman" van Goodyear die zich uitsluitend om hem hoefde te bekommeren. Bovendien maakte Goodyear speciale kwalificatiebanden, ook uitsluitend voor Kenny Roberts. Yamaha haalde zich in Silverstone de woede van veel privérijders op de hals, toen Barry Sheene, die nog niets had gepresteerd, een fabrieksmotor kreeg. Deze motor had net als die van Roberts elektronische powervalves. Toen het niet werkte kreeg hij ook nog een Harris-frame. Vooral Boet van Dulmen en Jack Middelburg begrepen er niets van. Middelburg had zelfs al een Grand Prix gewonnen.
- Bij het team van de Belgisch/Italiaanse sponsor Serge Zago ging het van kwaad tot erger. Nog voor aanvang van het seizoen vertrok Virginio Ferrari. Tijdens de GP des Nations legde de politie beslag op de motorfietsen van het team, waardoor vervanger Skip Aksland niet kon starten. Aksland brak in Spanje een knieschijf en besloot zijn carrière te beëindigen. Enige tijd later besloot ook de andere coureur, Richard Hubin, het team te verlaten.

## Coureurs
- Kawasaki presenteerde in januari haar 500cc-racer, de KR 500, die zou worden ingezet door Kork Ballington. Ballington moest echter een darmoperatie ondergaan waardoor de testen vertraagd werden. Hij kon ook zijn 250- en 350cc-wereldtitels niet verdedigen.
- Gregg Hansford was op zijn minst ongelukkig met het handelen van Kenny Roberts. Toen het er nog op leek dat Roberts zijn "World Series" als concurrent van het wereldkampioenschap wilde doorzetten, werd hij door Yamaha benaderd om Roberts' plaats in te nemen. Uit solidariteit besloot Hansford dat niet te doen. In plaats daarvan tekende hij bij Kawasaki, om tenminste een inkomen te hebben. Dit contract bond hem echter aan races in Australië, terwijl Hansford veel liever in het WK was uitgekomen. Hij was dan ook woedend toen uitgerekend Kenny Roberts uiteindelijk bij Yamaha tekende en gewoon in het WK startte.
- Ook Randy Mamola haalde bakzeil. Hij had al contracten met Yamaha en Suzuki afgewezen om in de World Series te kunnen starten, maar toen dat in januari niet bleek te kunnen tekende hij alsnog een contract met Suzuki GB.
- Maurizio Massimiani kwam in de 500cc-klasse uit met een Yamaha TZ 500, maar wist geen enkel punt te scoren. Voor de laatste GP's huurde Minarelli hem in om te helpen de constructeurstitel in de 125cc-klasse zeker te stellen. Dat lukte: Massimiani scoorde een tweede en een vierde plaats en eindigde het wereldkampioenschap zelfs in de top tien.
- Zijspancoureur Alain Michel ging in zee met Helmut Fath, wiens nieuwe motor 30 kg lichter was dan die van een Yamaha TZ 500, maar na een aantal races schafte hij toch een Yamaha-motor aan.
- Voor Kenny Roberts eindigde het seizoen met een wereldtitel in de 500cc-klasse, maar het begon met bakzeil halen. Zijn "Professional Riders Association" en "World Series of Motorcycle Racing" waren door de FIM van tafel geveegd en hoewel hij had gezworen niet in Imatra en op de Nürburgring te rijden, dwongen Yamaha en Goodyear hem zich aan zijn contractuele verplichtingen te houden.
- Christian Sarron brak bij een val tijdens de training van de GP van Spanje zijn arm zodanig dat hij de rest van het seizoen niet meer kon racen. Hij werd bij het Sonauto-Yamaha-team vervangen door Raymond Roche.
- Hans Spaan debuteerde in 1980 bij het Van Veen-Kreidler-team in de TT van Assen, maar hij reed ook in België en Duitsland.

### Overleden
- Boy Brouwer, de bakkenist van Cees Smit, besloot na het uitvallen in de Joegoslavische GP te stoppen. Daar kwam hij op terug toen Egbert Streuer zijn hulp nodig had door een blessure van Johan van der Kaap. Uiteindelijk ging Brouwer zelf ook weer racen, maar hij verongelukte op 31 augustus tijdens een internationale race in Sint-Joris ten Distel.
- Olivier Chevallier verongelukte op 6 april tijdens de Moto Journal 200 op het Circuit Paul Ricard.
- Zijspancoureur Mal White verongelukte op 10 augustus tijdens de Britse Grand Prix
- Patrick Pons overleed op 12 augustus aan de gevolgen van een crash tijdens de Britse Grand Prix.

### Gestopt
- Skip Aksland brak tijdens de Spaanse GP een knieschijf en besloot zijn carrière te beëindigen.
- Voor Cees van Dongen, inmiddels 48 jaar oud, was de TT van Assen van 1980 een mooi moment om te stoppen met racen.
- Rolf Steinhausen crashte in de Belgische Grand Prix en besloot daarna zijn carrière te beëindigen, maar hij kwam daar later op terug en racete tot in 1989.
- Giampaolo Marchetti brak een been bij een verkeersongeval in Italië en kwam in Silverstone niet aan de start. Later bleek dat hij zijn carrière beëindigd had.
- Johnny Cecotto beëindigde na de Duitse Grand Prix zijn motorcarrière en in verder in de autosport.
- Na het dodelijke ongeval van zijn voormalige bakkenist Boy Brouwer besloot Cees Smit onmiddellijk te stoppen met zijspanracen.
- Eind september maakten na de internationale races in Schwanenstadt Harald Bartol en Max Wiener bekend te stoppen met racen.

## Races
Venezuela, San Carlos
Op 5 februari maakte de Venezolaanse bond FMV bekend dat de GP van Venezuela (gepland op 23 maart) niet door zou gaan wegens financiële problemen. Dit tot opluchting van velen: de organisatie was altijd slecht geweest, de temperaturen en de reiskosten hoog, terwijl er slechts ongeveer 5.000 toeschouwers waren. 
Zweden, Karlskoga
Eind februari werd ook bekend dat de Zweedse GP zou worden afgelast wegens geldgebrek. Indirect bracht dat ook de GP van Finland in gevaar, omdat veel coureurs de reiskosten naar Scandinavië niet wilden maken voor slechts één Grand Prix.
Oostenrijk, Salzburgring
De Salzburgring was in het voorjaar van 1980 voor veel geld (bijna 500.000 gulden) verbeterd. Er was zelfs een deel van een bergwand afgegraven. Suzuki had het circuit voor maandag 21 april gehuurd voor tests maar toen begon de eerste sneeuw al te vallen en de tests konden niet doorgaan. In de rest van de week viel er steeds meer sneeuw en op vrijdag 25 april lag er een meter sneeuw op het circuit. Teams die de beslissing van de sportcommissie van de FIM niet wilden afwachten waren al naar huis, zij die dat wel gedaan hadden stonden ingesneeuwd in het rennerskwartier. 
Nations GP, Misano
De Italiaanse organisatie van de GP des Nations was bijzonder formeel als het om het "pesten" van niet-Italiaanse coureurs ging. Skip Aksland, op wiens motoren korte tijd beslag was gelegd, mocht ze niet meer ter keuring aanbieden omdat hij te laat was. Dat dit overmacht was maakte daarbij niets uit. Jack Middelburg en Michel Rougerie kwamen 45 seconden te laat op de startgrid en mochten niet meer starten. De wedstrijd was een half uur vervroegd, waar Middelburg en Rougerie niet van op de hoogte waren. Een official gooide het hek voor hun neus dicht en twee italianen, Giovanni Pelletier (met de Morbidelli van 1979) en Carlo Prati namen als reserverijders hun plek in. Guy Bertin en Thierry Noblesse kregen een tijdstraf van een minuut omdat ze bij de start van de 125cc-race niet precies op hun startplaats hadden gestaan. Daardoor zou de Italiaan Loris Reggiani op het erepodium komen. Hier kwam de organisatie echter niet mee weg: na protesten kreeg Bertin zijn tweede en Noblesse zijn zevende plaats in de 125cc-klasse terug. 
Joegoslavië, Rijeka
De organisatie in Joegoslavië was zo zuinig mogelijk: het minimum van vier klassen kwam aan de start en er werden niet meer dan vijftien zijspancombinaties toegelaten. Zo spaarde men ongeveer 100.000 Euro uit, maar er kwamen ook maar 15.000 bezoekers, waardoor het budget voor het volgende jaar nog kleiner was. Bovendien was er verwarring om de geklokte trainingen: Op zaterdag werden tijdens twee van de drie trainingen de tijden opgenomen en op zondagochtend was er een ongeklokte training. Zelfs de internationale jury van de FIM kon de organisatoren niet op andere gedachten brengen. Ook ondervonden coureurs en machines hinder van de hoge temperaturen, tot 35 °C. Tijdens de trainingen waren er al veel valpartijen. Martin van Soest kon meteen na de eerste training afreizen omdat hij een breuk in zijn rechtervoet had en Yves Dupont brak een arm. Kork Ballington moest de wedstrijd in Joegoslavië overslaan omdat hij een darmoperatie had ondergaan. Alain Michel had in Michael Burkhardt een nieuwe bakkenist gevonden, nadat Paul Gérard een hartaanval had gehad. Het ELF-team was het eerste dat een oplossing had gevonden voor het slechte frame van de productie-Yamaha TZ 500. Zij hadden de machine van Michel Frutschi zelf helemaal veranderd. 
Nederland, Assen
De TT van Assen vierde haar 50-jarige jubileum. De wedstrijden werden onder wisselende weersomstandigheden verreden en in sommige klassen was de bandenkeuze dan ook doorslaggevend. Kork Ballington was nog steeds herstellende van een darmoperatie en kon niet deelnemen. Barry Sheene was herstellende van een pinkblessure (zijn pink was in een Brits ziekenhuis ternauwernood behouden) en moest de 500cc-race afbreken.
België, Zolder
De Belgische Grand Prix werd in Zolder verreden na de volledig mislukte Grand Prix van 1979, die vanwege het gladde asfalt in Spa-Francorchamps door de toprijders geboycot was. Het volledig schrappen van de Belgische Grand Prix was een van de eisen van de Professional Riders Association, maar door het verplaatsen van de race werd dit probleem opgelost. Men stelde alles in het werk om de coureurs tevreden te stellen. Aansluitend aan de Formule 1 Grand Prix in mei konden een aantal coureurs en zelfs journalisten op het circuit rijden om aan te geven welke veiligheidsmaatregelen nodig waren. Het asfalt in Spa-Francorchamps was intussen onder handen genomen en in juni door enkele Belgische coureurs getest en goed bevonden. De trainingen verliepen chaotisch: de officiële tijdwaarneming noteerde rondetijden die soms wel twee seconden verschilden met de chronometers van de teams. Bovendien waren er veel deelnemers, waardoor het zo druk was op de baan dat snelle rijders geen behoorlijke tijd konden rijden. Zo bleven bijvoorbeeld Barry Sheene, Steve Parrish, Bruno Kneubühler, Chas Mortimer en Didier de Radiguès aan de kant staan. Er waren ook veel te veel deelnemers voor een baan van nog geen vier kilometer lengte. Daardoor zouden de eerste achterblijvers al binnen een paar ronden ingehaald moeten worden. De 500cc-rijders wisten de organisatie te overtuigen het aantal terug te brengen naar 30, maar in de overige soloklassen startten 40 rijders en in de zijspanklasse 30 combinaties. In deze Grand Prix debuteerde Freddie Spencer. 
Finland, Imatra
Door het wegvallen van de Zweedse Grand Prix was ook de Finse minder interessant geworden voor de coureurs. Normaal gesproken konden zij de verre reis naar Scandinavië financieel aantrekkelijk houden omdat er twee GP's waren. Bovendien was de 350cc-klasse geschrapt, waardoor coureurs die in de 250- en de 350cc-klasse deelnamen nu de reis voor slechts één race moesten maken. Kork Ballington was na zijn darmoperatie weer fit genoeg om deel te nemen, waardoor Toni Mang eindelijk weer tegenstand kreeg in de 250cc-race. Bovendien kon Ballington zich nu ook weer richten op de ontwikkeling van de Kawasaki KR 500. Ballington won de 250cc-race, maar het was te laat om Mang van de wereldtitel af te houden. Honda had de NR 500 weer eens meegebracht. De testrijders Mick Grant en Takazumi Katayama hadden het hele seizoen als privérijder met andere merken gereden. Katayama was in een internationale race in Italië derde geworden met de Honda en dat gaf hoop op een goed resultaat. Katayama trainde met de machine, zette de 30e trainingstijd en daarmee waren twee motorblokken afgeschreven. Katayama en Grant brachten hun privé-Suzuki's aan de start. 
Groot-Brittannië, Silverstone
Gregg Hansford kon met de nieuwe Kawasaki KR 500 niet in Silverstone starten, omdat tests in Japan door aanhoudende regenval ernstig vertraagd waren. Daardoor werden de machines te laat verscheept om nog in Silverstone te kunnen rijden. De uitslag in de 500cc-race was bepalend voor de Duitse Grand Prix, want veel coureurs hoopten de gevaarlijke Nordschleife over te kunnen slaan. Dat was nu niet meer mogelijk, want Kenny Roberts was nog niet zeker van zijn wereldtitel en Suzuki was Yamaha in de stand om de constructeurstitel tot op één punt genaderd. 
Tsjecho-Slowakije, Masaryk-Ring
In Tsjecho-Slowakije was de titelstrijd in de 125- en de 350cc-klasse nog open en die twee klassen leverden dan ook spectaculaire races op. In de 125cc-klasse ging het tussen Minarelli en MBA. Minarelli stelde fabrieksmachines ter beschikking aan 500cc-rijder Maurizio Massimiani en Loris Reggiani, MBA gaf Guy Bertin een machine voor de 250cc-race om hem te motiveren in de 125cc-race de Minarelli's voor te blijven. De trainingen waren erg druk, omdat rijders die niet in aanmerking kwamen voor een startplaats tegen betaling (300 Zwitserse frank) mochten trainen. De meest succesvolle rijder was Toni Mang, die twee races won, maar ook luid werd toegejuicht door toeschouwers uit de DDR, zoals dat vroeger ook met Dieter Braun was gebeurd. Voor Mang's sponsor Mike Krauser was het ook een goed weekend, want de zijspanklasse werd gewonnen door Rolf Biland. 
Duitsland, Nordschleife
Vooral de coureurs in de 500cc-klasse hadden alles in het werk gesteld om de gang naar de Nordschleife te vermijden. Dit gehate, zeer lange circuit zou eigenlijk al in 1978 voor het laatst gebruikt zijn, en het was dan ook een grote teleurstelling dat het in 1980 weer op de kalender stond. In het begin van het seizoen had Kenny Roberts nog gezegd dat hij er beslist niet zou rijden en ook de Suzuki-coureurs Randy Mamola, Graziano Rossi en Marco Lucchinelli wilden er niet naartoe. Roberts had gehoopt dat zijn Yamaha sterk genoeg zou zijn om de titel nog voor de Duitse Grand Prix te beslissen, maar hij had het hele seizoen problemen met zijn achterschokdemper en kreeg grote tegenstand van Mamola. Daardoor was de wereldtitel nog niet beslist en de teams dwongen al deze coureurs toch naar Duitsland af te reizen. Vervolgens trainden Lucchinelli en Rossi zó langzaam, dat ze door teamchef Roberto Gallina op staande voet ontslagen werden. Gallina belde dit feit door naar Japan, maar kreeg opdracht ze onmiddellijk weer aan te nemen, want de constructeurstitel kon nog gewonnen worden.

## Puntentelling
|         | 1e | 2e | 3e | 4e | 5e | 6e | 7e | 8e | 9e | 10e |
| Punten: | 15 | 12 | 10 | 8  | 6  | 5  | 4  | 3  | 2  | 1   |

## Aantal wedstrijden
Vanaf 1977 telden alle resultaten mee, maar door het wegvallen van drie GP's werden er minder races gereden dan gepland.
| Klasse     | Races | Gepland |
| ---------- | ----- | ------- |
| 50 cc      | 6     | 6       |
| 125 cc     | 10    | 13      |
| 250 cc     | 10    | 12      |
| 350 cc     | 6     | 8       |
| 500 cc     | 8     | 11      |
| zijspannen | 8     | 10      |

## 500cc-klasse

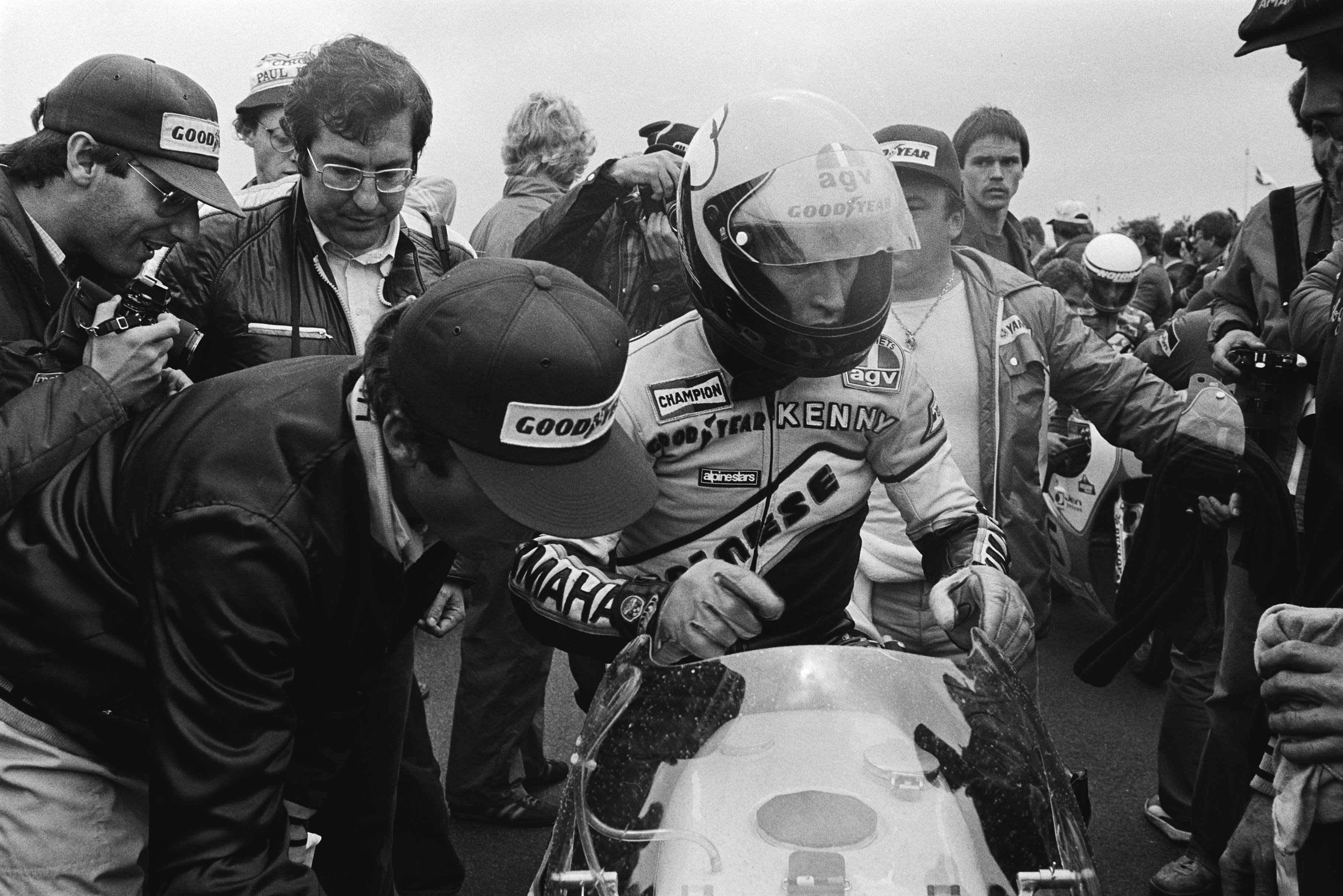
Kenny Roberts kende de nodige problemen met zijn Yamaha YZR 500, maar wist toch zijn derde wereldtitel veilig te stellen

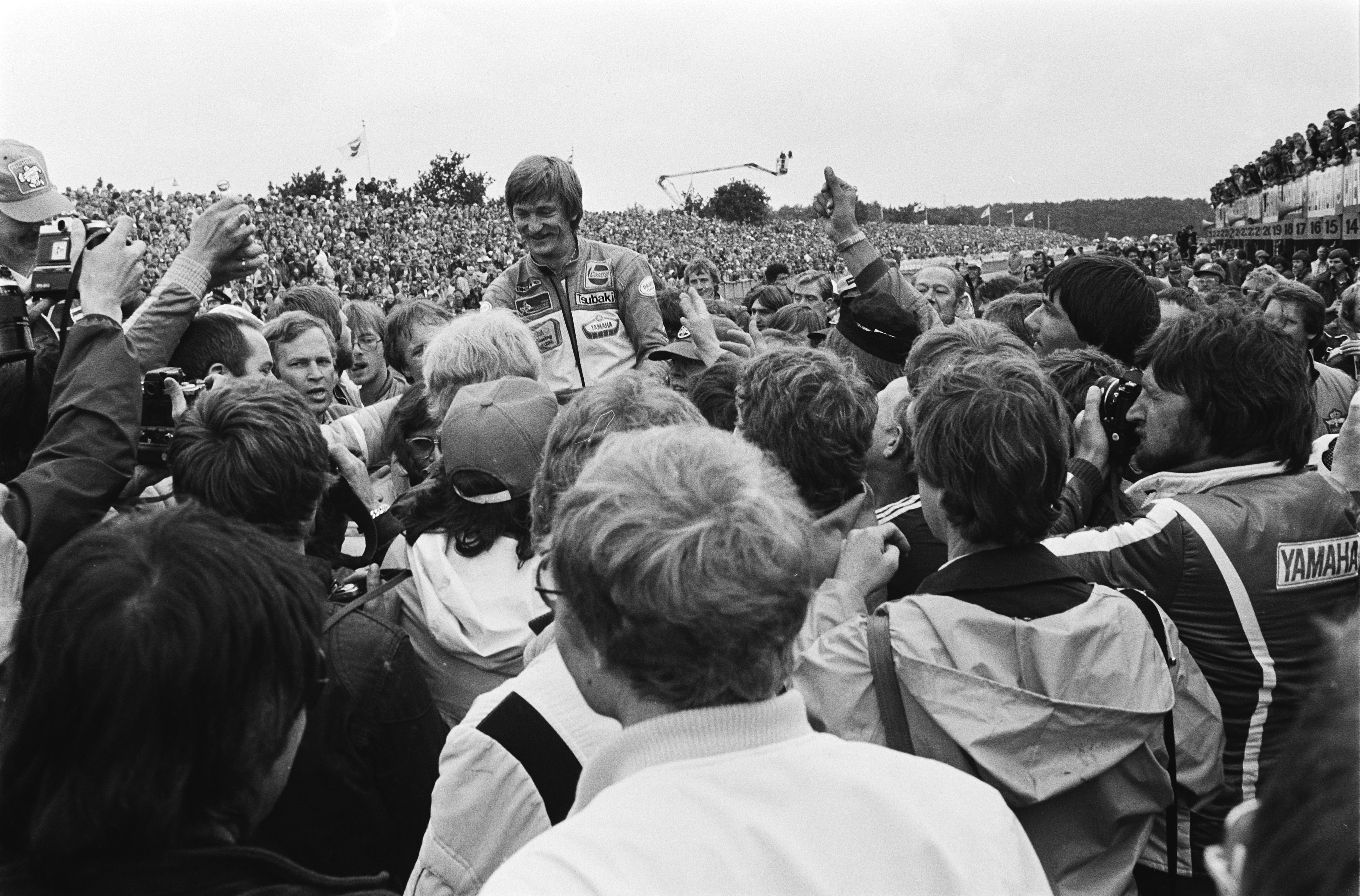
Jack Middelburg op de schouders na zijn overwinning in de TT van Assen

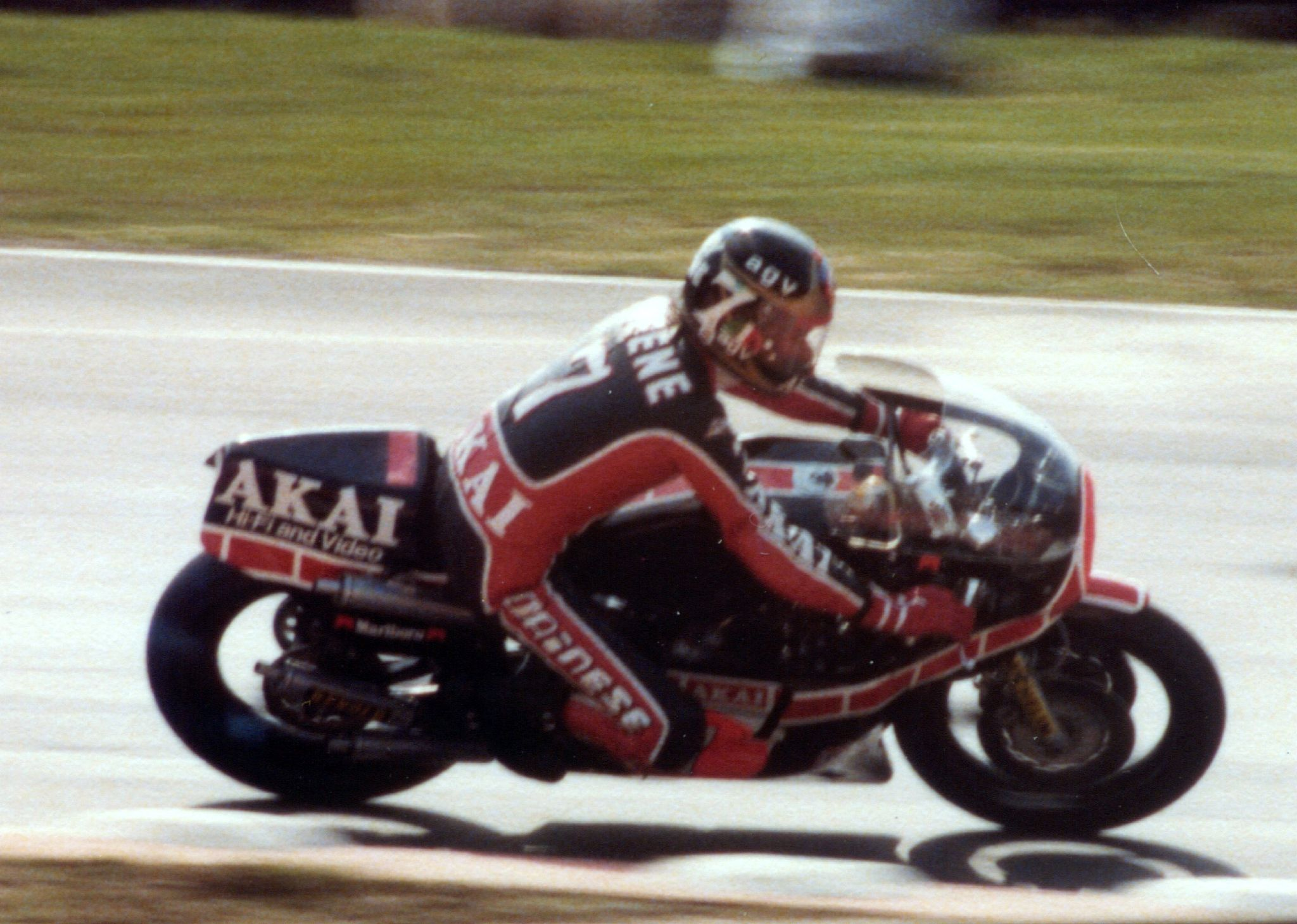
Barry Sheene was in 1980 met steun van Akai privérijder met een Yamaha TZ 500, maar hij finishte slechts twee races.

Toen Kenny Roberts de drie eerste GP's won leek de strijd om de wereldtitel al beslist. Roberts kreeg echter steeds opnieuw problemen met de schokdemper van zijn monoshocksysteem. Toen ook Suzuki met monoshockframes kwam begonnen ook de Suzuki-coureurs wedstrijden te winnen en uiteindelijk werd de titelstrijd pas in de laatste race beslist. 
Nations GP, Misano
De 500cc-teams moesten in Misano met de billen bloot: voor het eerst in 1980 werd vastgesteld welke machines de beste waren. Honda was al door de mand gevallen: de testritten met de Honda NR 500 waren afgelast en de testers/fabrieksrijders Takazumi Katayama, Mick Grant en Ron Haslam kregen toestemming om met andere merken te starten. In Misano bleek dat de Suzuki-fabrieksracers enorme problemen hadden: bijna allemaal vielen ze uit met kapotte krukaslagers. Bij Yamaha bleken juist de productieracers niet mee te kunnen komen door de slechte wegligging. Dat alles resulteerde in een gemakkelijke race voor Kenny Roberts, hoewel Franco Uncini met zijn productie-Suzuki een goede race reed en zijn achterstand beperkte tot 16 seconden. Graziano Rossi's fabrieks-Suzuki bleef wel heel en hij werd derde. In deze race vielen niet minder dan 26 rijders uit.
Spanje, Jarama
In Spanje hadden drie Suzuki-fabrieksrijders nieuwe frames met monoshockvering: Graziano Rossi, Randy Mamola en Wil Hartog. De privérijders met Yamaha's hadden nog steeds problemen met stuiterende achterwielen. Hartog had een slechte kwalificatietijd gereden, maar was nog steeds een snelle starter. Bij de eerste doorkomst reed hij als derde achter Kenny Roberts en Marco Lucchinelli. Al binnen enkele ronden viel Skip Aksland, waarbij hij een knieschijf brak. Ook Hartog maakte een tamelijk ernstige val, waarbij hij een rugblessure opliep die hem in het ziekenhuis van Madrid deed belanden. Boet van Dulmen wachtte op onderdelen die zijn Yamaha meer handelbaar moesten maken en besloot de race min of meer op toersnelheid uit te rijden. Hij werd 18e. Intussen reed Lucchinelli enkele ronden aan de leiding, maar toen Roberts echt gas ging geven moest hij al snel afhaken. Mamola werd derde voor Takazumi Katayama, die pas vlak voor het begin van het seizoen zijn Suzuki RG 500 had gekocht omdat het Honda NR 500-project waar hij als testrijder aan werkte op dood spoor zat. 
Frankrijk, Le Castellet
In de kwalificatie van de 500cc-klasse kreeg Marco Lucchinelli een nieuwe 180mm-brede slick van Michelin en daarmee was hij liefst twee seconden sneller dan Kenny Roberts. Boet van Dulmen kwalificeerde zich als zevende. Zijn Yamaha stuurde nog steeds slecht, maar was iets verbeterd nadat een paar Japanse specialisten zijn vering hadden afgesteld. Christian Sarron brak bij een val in de training zijn arm en zou de rest van het seizoen niet meer aan de start komen. Wil Hartog kwam niet aan de start omdat hij in de Grand Prix van Spanje een lendewervel gebroken had. Na de start bestond de kopgroep aanvankelijk uit Lucchinelli, Mamola, Rossi, Crosby, Sheene, Estrosi en Roberts. Die laatste vocht zich naar voren en vormde de kopgroep samen met Lucchinelli en Mamola. Uiteindelijk wist Roberts toch nog weg te lopen van Mamola, die tweede werd voor Lucchinelli.
Nederland, Assen
Zowel Jack Middelburg als Boet van Dulmen hadden voor de oplossing van de wegliggingsproblemen van hun Yamaha TZ 500's hun heil gezocht bij Nico Bakker, die voor beide IMN-Yamaha's een nieuw frame had gemaakt. Dat van Middelburg was zelfs op tijd klaar om eerst nog een test op de Salzburgring uit te voeren. Kenny Roberts kreeg voor zijn fabrieks-Yamaha YZR 500 een nieuwe motor, waarbij de buitenste cilinders achterstevoren stonden. Waarschijnlijk was dat gedaan vanwege de storingen aan de achterschokdemper, die door de nu anders lopende uitlaten beter gekoeld zou worden. Het hielp Kenny niet echt: de motor was zeker niet sneller, hij had nog steeds wegliggingsproblemen en moest teruggrijpen op een ouder en zwaarder frame omdat deze motor niet in het nieuwere, lichte frame paste. Van Dulmen en Middelburg waren in de GP van Spanje allebei op een ronde gereden, maar deden het in de training in Assen al erg goed: Middelburg was zelfs de snelste, van Dulmen tiende. Poleposition hielp Jack Middelburg niet echt, want hij had nog zoveel schroeven en pennen in zijn been dat hij nauwelijks een duwstart kon maken. Hij verloor bij de start dan ook ongeveer twintig plaatsen, maar maakte die zo snel goed dat hij na een ronde al op de vijfde plaats reed achter Kenny Roberts, Randy Mamola, Johnny Cecotto en Graziano Rossi. In de derde ronde had Middelburg de leiding overgenomen, nagejaagd door Roberts die last had van een heftig schuddende voorvork. Omdat hij daardoor lucht verloor liet hij in de pit zijn voorwiel vervangen, maar het mocht niet baten en hij nam met een aantal wheelies afscheid van het publiek. Jack, die op slicks gestart was, nam een steeds grotere voorsprong die twee ronden voor het einde twintig seconden bedroeg. Intussen vochten Rossi en Uncini om de tweede plaats terwijl van Dulmen, Cecotto en Mamola om de vierde plaats vochten. Die was even in handen van Cecotto, maar toen van Dulmen hem passeerde schrok hij zo dat ook Mamola voorbij kwam.
België, Zolder
Bij de start van de 500cc-race was Randy Mamola, die ook al poleposition had, als eerste weg, gevolgd door Graeme Crosby, Wil Hartog en Graziano Rossi. In de tweede rechter bocht viel Patrick Fernandez, waarbij zijn motor terug op de baan stuiterde. Hij raakte de Suzuki van Bernard Fau, die daardoor gelukkig niet ten val kwam. Gianfranco Bonera probeerde de machine te ontwijken waardoor Jack Middelburg hard moest remmen. Daarbij werd hij aangereden door Markku Matikainen en beiden vielen. Mamola liep intussen snel weg van zijn achtervolgers Rossi, Lucchinelli en Roberts. Roberts passeerde Rossi en Lucchinelli, maar toen Rossi probeerde zijn teamgenoot Lucchinelli in te halen viel hij zelf terwijl Lucchinelli een vluchtroute moest nemen. Lucchinelli moest vanaf de zevende plaats opnieuw naar voren rijden en deed dat ook. HIj passeerde Franco Uncini, Wil Hartog, Graeme Crosby en uiteindelijk ook Kenny Roberts en werd tweede. Roberts had zoals het hele seizoen nog steeds problemen met zijn monoshock-achterdemper en reed op safe naar een derde plaats. Johnny Cecotto viel door problemen met zijn monoshock uit. 
Finland, Imatra
Na de trainingen zag het er goed uit voor Marco Lucchinelli en Graziano Rossi, die nu allebei een 16 inch voorwiel hadden en met ruime voorsprong eerste en tweede stonden. Wil Hartog, eveneens met een 16" voorwiel, stond derde. In de race nam Lucchinelli binnen enkele ronden een flinke voorsprong, die hij steeds verder wist uit te bouwen. De strijd om de tweede plaats ging tussen Rossi, Hartog en Kenny Roberts. Halverwege de race verdwenen zowel Rossi als Lucchinelli in de pit met motorproblemen, waardoor Hartog de leiding overnam. Roberts, die nu een speciaal luchtkanaal op zijn machine had om de warmteproblemen met zijn achterdemper tegen te gaan, wist hem niet te achterhalen, maar was tevreden met zijn tweede plaats. Daarmee bouwde hij zijn voorsprong in het wereldkampioenschap op Randy Mamola weer iets verder uit. 
Groot-Brittannië, Silverstone
Voor Kenny Roberts was het belangrijk de Britse Grand Prix te winnen, want zo kon hij zijn wereldtitel veilig stellen en hoefde hij niet naar de gehate Nürburgring. Wil Hartog had de beste start, maar viel al snel terug en viel uiteindelijk uit. Het gevecht om de leiding ging tussen Randy Mamola, Marco Lucchinelli, Kenny Roberts, Graziano Rossi en Graeme Crosby. Rossi en Crosby moesten uiteindelijk afhaken. Lucchinelli probeerde bij de kopgroep te blijven, maar vroeg daarbij te veel van zijn banden. Roberts pakte een paar keer de leiding, maar besefte dat hij Mamola moest laten gaan. Takazumi Katayama leverde de tot nu toe beste prestatie met de Honda NR 500: hij werd vijftiende. Tijdens deze race verongelukte Patrick Pons. 
Duitsland, Nordschleife
Randy Mamola had nog slechts een theoretische kans op de wereldtitel. Zelfs als hij won mocht Kenny Roberts niet bij de eerste negen finishen. Mamola trainde als snelste en zat bij de start in een kopgroep met Marco Lucchinelli, Graeme Crosby en Wil Hartog. Dat was koren op de molen van Suzuki, dat de constructeurstitel binnen wilde halen en dit waren allemaal Suzuki-rijders. Mamola en Lucchinelli maakten zich iets los van de groep, maar aan het einde van de tweede ronde begon de motor van Mamola te roken. Lucchinelli had het rijk alleen en won de race voor Crosby en Hartog. Roberts passeerde Mamola en was zeker van de wereldtitel, maar Suzuki wist inderdaad de constructeurstitel te grijpen.

### Uitslagen 500 cc
|   | Datum       | Race                    | Circuit                  | 1e                                   | 2e                                   | 3e                                   | Poleposition                         | Snelste ronde                        |
| - | ----------- | ----------------------- | ------------------------ | ------------------------------------ | ------------------------------------ | ------------------------------------ | ------------------------------------ | ------------------------------------ |
|   | 23 maart    | GP van Venezuela        | San Carlos               | afgelast wegens financiële problemen | afgelast wegens financiële problemen | afgelast wegens financiële problemen | afgelast wegens financiële problemen | afgelast wegens financiële problemen |
|   | 27 april    | GP van Oostenrijk       | Salzburgring             | afgelast wegens hevige sneeuwval     | afgelast wegens hevige sneeuwval     | afgelast wegens hevige sneeuwval     | afgelast wegens hevige sneeuwval     | afgelast wegens hevige sneeuwval     |
| 1 | 11 mei      | GP der Naties           | Misano                   | Kenny Roberts                        | Franco Uncini                        | Graziano Rossi                       | Marco Lucchinelli                    | Kenny Roberts                        |
| 2 | 18 mei      | GP van Spanje           | Jarama                   | Kenny Roberts                        | Marco Lucchinelli                    | Randy Mamola                         | Kenny Roberts                        | Kenny Roberts                        |
| 3 | 25 mei      | GP van Frankrijk        | Le Castellet             | Kenny Roberts                        | Randy Mamola                         | Marco Lucchinelli                    | Marco Lucchinelli                    | Kenny Roberts                        |
| 4 | 28 juni     | Dutch TT                | Assen                    | Jack Middelburg                      | Graziano Rossi                       | Franco Uncini                        | Jack Middelburg                      | Randy Mamola                         |
| 5 | 6 juli      | GP van België           | Zolder                   | Randy Mamola                         | Marco Lucchinelli                    | Kenny Roberts                        | Randy Mamola                         | Marco Lucchinelli                    |
|   | 20 juli     | GP van Zweden           | Karlskoga                | afgelast wegens financiële problemen | afgelast wegens financiële problemen | afgelast wegens financiële problemen | afgelast wegens financiële problemen | afgelast wegens financiële problemen |
| 6 | 27 juli     | GP van Finland          | Imatra                   | Wil Hartog                           | Kenny Roberts                        | Franco Uncini                        | Graziano Rossi                       | Marco Lucchinelli                    |
| 7 | 10 augustus | GP van Groot-Brittannië | Silverstone              | Randy Mamola                         | Kenny Roberts                        | Marco Lucchinelli                    | Kenny Roberts                        | Kenny Roberts                        |
| 8 | 24 augustus | GP van Duitsland        | Nürburgring Nordschleife | Marco Lucchinelli                    | Graeme Crosby                        | Wil Hartog                           | Randy Mamola                         | Marco Lucchinelli                    |

### Eindstand 500 cc
| Pos. | Coureur           | Motorfiets            | Ptn. |
| ---- | ----------------- | --------------------- | ---- |
| 1    | Kenny Roberts     | Yamaha                | 87   |
| 2    | Randy Mamola      | Suzuki                | 72   |
| 3    | Marco Lucchinelli | Suzuki                | 59   |
| 4    | Franco Uncini     | Suzuki                | 50   |
| 5    | Graziano Rossi    | Suzuki                | 38   |
| 6    | Wil Hartog        | Suzuki                | 31   |
| 7    | Johnny Cecotto    | Yamaha                | 31   |
| 8    | Graeme Crosby     | Suzuki                | 29   |
| 9    | Jack Middelburg   | Yamaha/ Bakker-Yamaha | 20   |
| 10   | Takazumi Katayama | Suzuki/ Honda         | 18   |
| 11   | Carlo Perugini    | Suzuki                | 17   |
| 12   | Kork Ballington   | Kawasaki              | 13   |
| 13   | Philippe Coulon   | Suzuki                | 11   |
| 14   | Boet van Dulmen   | Yamaha/ Bakker-Yamaha | 10   |

| Pos. | Coureur           | Motorfiets            | Ptn. |
| ---- | ----------------- | --------------------- | ---- |
| 15   | Barry Sheene      | Yamaha/ Harris-Yamaha | 10   |
| 16   | Patrick Pons (†)  | Yamaha                | 10   |
| 17   | Patrick Fernandez | Yamaha                | 4    |
| 17   | Michel Rougerie   | Suzuki                | 4    |
| 19   | Christian Estrosi | Suzuki                | 3    |
| 20   | Sadao Asami       | Yamaha                | 2    |
| 20   | Henk de Vries     | Suzuki                | 2    |
| 20   | Michel Frutschi   | Yamaha                | 2    |
| 23   | Bernard Fau       | Suzuki                | 1    |
| 23   | Sergio Pellandini | Suzuki                | 1    |
| 23   | Dave Potter       | Yamaha                | 1    |
| 23   | Gustav Reiner     | Suzuki                | 1    |
| 27   | Raymond Roche     | Yamaha                | 1    |

### Constructeurstitel 500 cc
De constructeurstitel werd aan Suzuki toegekend.

## 350cc-klasse
Regerend wereldkampioen Kork Ballington concentreerde zich niet op de 350cc-klasse. Hij wilde opnieuw 250cc-kampioen worden en daarnaast de nieuwe Kawasaki KR 500 ontwikkelen. Begin juni moest hij een zware darmoperatie ondergaan waardoor hij een groot deel van het seizoen miste. Al snel bleek hoe sterk de Yamaha TZ 350's waren, als ze tenminste in een Bimota-frame hingen. Jon Ekerold leek op de titel af te stevenen, maar toen Toni Mang al in juli kampioen 250cc-race was geworden, was het 350cc-seizoen pas op de helft. Daardoor kon Mang zich ook met dit gevecht bemoeien, waardoor de titel pas in de laatste ronde beslist werd. 
Nations GP, Misano
Drie Bimota-Yamaha's stonden in Misano op de eerste startrij van de 350cc-race: Johnny Cecotto, Patrick Fernandez en Carlos Lavado. Lavado reed een nieuw ronderecord maar overschatte zichzelf toch enigszins waardoor hij viel. Cecotto won onbedreigd voor Massimo Matteoni (ook al met een Bimota-Yamaha), die tweede werd doordat Walter Villa in de laatste bocht bijna viel en genoegen moest nemen met de derde plaats. Vierde werd Carlo Perugini, een opmerkelijke prestatie met de experimentele viercilinder RTM. 
Frankrijk, Le Castellet
In de Franse 350cc-race wisselden Johnny Cecotto, Jon Ekerold en Eric Saul elkaar regelmatig af aan de leiding van de wedstrijd. Tegen het einde leek Cecotto te gaan winnen, maar Ekerold perste er nog een snelste raceronde uit en versloeg Cecotto met slechts 0,018 seconde. Alan North brak bij een val een sleutelbeen. 
Nederland, Assen
De snelste start in de 350cc-klasse in Assen was voor Toni Mang en Mar Schouten, maar die laatste moest door gebrek aan vermogen en slechte banden al snel afhaken. Walter Villa kreeg al in de opwarmronde een vastloper en ook Eric Saul en Carlo Perugini vielen al vroeg uit. Na de eerste ronde kwam Jeff Sayle als verrassende koploper door, maar na twee ronde leidde Mang, gevolgd door Jon Ekerold, Jeff Sayle, Patrick Fernandez, Johnny Cecotto, Roland Freymond en Carlos Lavado. In de vierde ronde nam Ekerold de leiding en hij stond die niet meer af. Mang en Fernandez vochten tot de laatste bocht om de tweede plaats. In die bocht pakte Fernandez de tweede plaats. Johnny Cecotto was intussen op slechts één bougie aan het rondtoeren en werd in de laatste ronde door Ekerold gelapt om uiteindelijk twintigste te worden. 
Groot-Brittannië, Silverstone
Jon Ekerold vreesde de druk van Toni Mang, die al wereldkampioen 250cc-was en zich nu op de 350cc-klasse concentreerde. Ekerold besefte dat hij minstens enkele tweede plaatsen moest scoren om zijn wereldtitel veilig te stellen. In de race was hij als eerste weg, maar Mang brak het ronderecord en nam de leiding in de race over. Ekerold stelde zich tevreden met de tweede plaats, want hij moest te veel risico nemen om Mang te volgen. Patrick Fernandez drong aanvankelijk aan op de tweede plaats, maar viel, waarbij hij een gebroken pols en een heupblessure opliep. Daardoor kwam Eric Saul, die een groot aantal rijders had ingehaald, op de derde plaats terecht. Omdat Johnny Cecotto uitviel stootte Mang meteen door naar de tweede plaats in het kampioenschap.
Tsjecho-Slowakije, Masaryk-Ring
In de trainingen voor de 350cc-klasse was Toni Mang op het 11 km lange circuit slechts 0,01 seconde sneller dan Jon Ekerold. Mang had zich pas echt geconcentreerd op deze klasse nadat hij zijn 250cc-titel had zekergesteld. In de race had Toni Mang meestal de leiding, op korte afstand gevolgd door Ekerold, die aan twee vierde plaatsen genoeg had om wereldkampioen te worden. In de negende ronde ging de machine van Ekerold op een cilinder lopen, waardoor Mang niets meer te vrezen had en met bijna een minuut voorsprong won, voor Jean-François Baldé en Jeffrey Sayle. Ekerold kwam als tiende over de finish, waardoor de strijd om de wereldtitel ineens helemaal open was. Mang was binnen één race langszij gekomen en beide coureurs gingen met 48 punten aan de leiding van het kampioenschap.
Duitsland, Nordschleife
Na de kwalificatietraining op de 22 km lange Nordschleife bleek Toni Mang 8 volle seconden sneller te zijn dan Jon Ekerold. Dat gaf Ekerold weinig hoop, want in Tsjecho-Slowakije (11 km) was het verschil slechts 0,01 seconde geweest. Beide coureurs moesten 1 punt meer scoren dan de ander om zich wereldkampioen te mogen noemen. Ekerold was als eerste weg, terwijl Mang al voor de eerste bocht negen plaatsen verloor. Na de eerste van zes ronden lag Ekerold nog steeds aan de leiding, gevolgd door Toni Mang. In de tweede ronde verbeterde Toni Mang het ronderecord met 10 seconden en hij kwam als eerste door, maar in de voorlaatste ronde reed Ekerold nog eens 4 seconden sneller. Zijn recordronde van 8'25"9 zou hem in de kwalificatie van de 500cc-klasse een tweede startplaats hebben opgeleverd. Mang had daar geen antwoord op. Bij de finish had hij 1,25 seconde achterstand en was de wereldtitel voor privérijder Jon Ekerold. Beide coureurs zouden met hun racetijd in de 500cc-klasse vierde en vijfde zijn geworden en Kenny Roberts op een achterstand van 11 seconden hebben gereden. 1½ minuut later werd de spannende strijd om de derde plaats beslist. Johnny Cecotto finishte vlak voor Jean-François Baldé.

### Uitslagen 350 cc
|   | Datum       | Race                     | Circuit                  | 1e                                   | 2e                                   | 3e                                   | Poleposition                         | Snelste ronde                        |
| - | ----------- | ------------------------ | ------------------------ | ------------------------------------ | ------------------------------------ | ------------------------------------ | ------------------------------------ | ------------------------------------ |
|   | 23 maart    | GP van Venezuela         | San Carlos               | afgelast wegens financiële problemen | afgelast wegens financiële problemen | afgelast wegens financiële problemen | afgelast wegens financiële problemen | afgelast wegens financiële problemen |
|   | 27 april    | GP van Oostenrijk        | Salzburgring             | afgelast wegens hevige sneeuwval     | afgelast wegens hevige sneeuwval     | afgelast wegens hevige sneeuwval     | afgelast wegens hevige sneeuwval     | afgelast wegens hevige sneeuwval     |
| 1 | 11 mei      | GP der Naties            | Misano                   | Johnny Cecotto                       | Massimo Matteoni                     | Walter Villa                         | Johnny Cecotto                       | Carlos Lavado                        |
| 2 | 25 mei      | GP van Frankrijk         | Le Castellet             | Jon Ekerold                          | Johnny Cecotto                       | Eric Saul                            | Johnny Cecotto                       | Jon Ekerold                          |
| 3 | 28 juni     | TT Assen                 | Assen                    | Jon Ekerold                          | Patrick Fernandez                    | Toni Mang                            | Toni Mang                            | Patrick Fernandez                    |
| 4 | 10 augustus | GP van Groot-Brittannië  | Silverstone              | Toni Mang                            | Jon Ekerold                          | Eric Saul                            | Toni Mang                            | Toni Mang                            |
| 5 | 17 augustus | GP van Tsjecho-Slowakije | Masaryk-Ring             | Toni Mang                            | Jean-François Baldé                  | Jeffrey Sayle                        | Toni Mang                            | Toni Mang                            |
| 6 | 24 augustus | GP van Duitsland         | Nürburgring Nordschleife | Jon Ekerold                          | Toni Mang                            | Johnny Cecotto                       | Toni Mang                            | Jon Ekerold                          |

### Eindstand 350 cc
| Pos. | Coureur             | Motorfiets       | Ptn. |
| ---- | ------------------- | ---------------- | ---- |
| 1    | Jon Ekerold         | Bimota-Yamaha    | 63   |
| 2    | Toni Mang           | Krauser-Kawasaki | 60   |
| 3    | Jean-François Baldé | Kawasaki         | 38   |
| 4    | Johnny Cecotto      | Bimota-Yamaha    | 37   |
| 5    | Jeffrey Sayle       | Yamaha           | 25   |
| 6    | Eric Saul           | Bimota-Yamaha    | 24   |
| 7    | Jacques Cornu       | Yamaha           | 21   |
| 8    | Massimo Matteoni    | Bimota-Yamaha    | 19   |
| 9    | Walter Villa        | Adriatica-Yamaha | 16   |
| 10   | Patrick Fernandez   | Bimota-Yamaha    | 12   |
| 11   | Carlo Perugini      | RTM              | 10   |
| 12   | Tony Head           | Yamaha           | 9    |
| 13   | Carlos Lavado       | Bimota-Yamaha    | 8    |

| Pos. | Coureur              | Motorfiets    | Ptn. |
| ---- | -------------------- | ------------- | ---- |
| 14   | Roland Freymond      | Bimota-Yamaha | 7    |
| 15   | Tony Rogers          | Yamaha        | 6    |
| 15   | Jacques Bolle        | Yamaha        | 6    |
| 15   | Gregg Hansford       | Kawasaki      | 6    |
| 18   | Keith Huewen         | Yamaha        | 6    |
| 19   | Thierry Espié        | Bimota-Yamaha | 6    |
| 20   | Jean-Louis Tournadre | Bimota-Yamaha | 5    |
| 21   | Loris Reggiani       | Bimota-Yamaha | 4    |
| 22   | Graeme McGregor      | Yamaha        | 4    |
| 23   | Alan North           | Yamaha        | 2    |
| 24   | Edi Stöllinger       | Kawasaki      | 1    |
| 24   | Pekka Nurmi          | Yamaha        | 1    |

### Constructeurstitel 350 cc
De constructeurstitel werd aan Bimota-Yamaha toegekend.

## 250cc-klasse
In de 250cc-klasse verwachtte men een strijd tussen Toni Mang en Kork Ballington. In de eerste drie races was die er ook, maar na de Franse Grand Prix moest Ballington plotseling een darmoperatie ondergaan, waardoor hij een groot deel van het seizoen miste. Met nog drie races te gaan kwam Ballington terug, maar toen had Toni Mang zijn wereldtitel al veiliggesteld.
Nations GP, Misano
In de 250cc-race van Misano nam Toni Mang de leiding, maar hij kon niet wegrijden van Kork Ballington, Giampaolo Marchetti en Carlos Lavado, tot deze drie allemaal over het oliespoor van een achterblijver vielen. Daardoor won Mang de race met ruim een halve minuut voorsprong op Jean-François Baldé en bijna een minuut op Pierluigi Conforti. En dat terwijl Mang in de eerder verreden 350cc-race gevallen was. 
Spanje, Jarama
Kork Ballington trainde in Spanje als snelste, reed de snelste raceronde en was ook in de race niet te achterhalen. Toni Mang probeerde in het begin van de race nog bij te blijven, maar stelde zich uiteindelijk tevreden met de tweede plaats. Om de derde plaats was er wel strijd tussen Giampaolo Marchetti, Thierry Espié, Roland Freymond en Jacques Cornu. Daar voegde zich ook Jean-François Baldé bij, die een slechte kwalificatietijd had en zich uiteindelijk naar de vierde plaats wist op te werken, achter Espié. Debutant Cornu werd zesde. 
Frankrijk, Le Castellet
In de 250cc-race van Frankrijk reden Toni Mang en Kork Ballington meteen weg van de rest van het veld, maar de beste prestatie leverde Thierry Espié, die vanaf de derde startplaats een heel slechte start had gehad maar zich door het hele veld naar voren werkte om uiteindelijk met de snelste ronde derde te worden. In de laatste ronde passeerde hij Roland Freymond, Jacques Cornu en Eric Saul. Ballington won de race, Mang werd tweede. 
Joegoslavië, Rijeka
In de 250cc-race namen Roland Freymond en Sauro Pazzaglia meteen de leiding, gevolgd door Klaas Hernamdt, die de 19e startplaats had maar een bliksemstart maakte. Doordat zijn banden het al snel begaven moest Hernamdt zich echter terug laten zakken en hij uiteindelijk slechts 17e. Toni Mang vond aansluiting bij de kopgroep net toen Freymond's Ad Maiora vastliep. Mang liep weg van een achtervolgende groep bestaande uit Giampaolo Marchetti, Jean-Marc Toffolo, Sauro Pazzaglia, Carlos Lavado en Eric Saul, die een vastloper kreeg. Marchetti, Pazzaglia en Lavado leverden een mooi gevecht om de tweede plaats en eindigden in deze volgorde.
Nederland, Assen
Nu Kork Ballington nog herstelde van een darmoperatie werd verwacht dat Toni Mang tamelijk gemakkelijk zou winnen in Assen. In de training was hij dan ook vier seconden sneller geweest dan Jacques Cornu, die de tweede startplaats had. In de regen nam Mang, die al wist dat hij na Assen de leiding in het kampioenschap zou behouden, geen risico's. Eric Saul had de beste start, maar kwam in een kopgroep samen met Roland Freymond en Jacques Cornu en later ook Sauro Pazzaglia. Freymond viel echter in de GT-bocht en Pazzaglia stootte even door naar de koppositie tot hij door machinepech uitviel. Cornu liep tamelijk ver weg van tweede man Saul, maar Carlos Lavado riskeerde het meeste in de regen en passeerde eerst Saul en daarna ook Cornu. Die laatste probeerde Lavado nog te volgen, maar in de dertiende ronde viel hij. Hij kon nog wel verder rijden en werd twaalfde. Toni Mang besloot tegen het einde van de race toch de aanval op Eric Saul te openen, maar wist slechts tot op 0,7 seconde te komen. 
België, Zolder
Kork Ballington was inmiddels redelijk hersteld van zijn darmoperatie, maar nog te zwak om in België te starten. Toni Mang liet Giampaolo Marchetti en paar ronden in de buurt blijven, maar vanaf de zevende ronde gaf hij echt gas om zonder problemen te winnen. Marchetti werd tweede, even bedreigd door Carlos Lavado, maar in de laatste ronde gaf diens motor de geest. Daardoor werd Patrick Fernandez derde. 
Finland, Imatra
Eric Saul had de kopstart in Finland, maar moest al snel Toni Mang, Roland Freymond en Kork Ballington laten passeren. Deze drie vormden de kopgroep, met Mang aan de leiding tot de 23e ronde, toen Ballington de leiding overnam. Ballington won de race en drong daardoor weer meteen naar de tweede plaats in het wereldkampioenschap, maar Toni Mang had aan zijn tweede plaats genoeg om wereldkampioen te worden. Hij had problemen gekregen toen er vloeistof (naar later bleek benzine) op zijn vizier kwam en in de laatste ronden kon hij bijna niets meer zien en was hij in het spoor van Ballington naar de finish gereden.
Groot-Brittannië, Silverstone
Kork Ballington had een slechte start in de 250cc-race, maar vond toch vrij snel aansluiting bij koploper Toni Mang. In de veertiende ronde nam Ballington de leiding definitief over. De strijd om de derde plaats ging tussen Graeme McGregor, Thierry Espié, Steve Tonkin, Edi Stöllinger en Hans Müller. De Cotton van McGregor verloor in de laatste twee ronden vermogen, waardoor hij moest afhaken. Espié werd derde, maar had 36 seconden achterstand op de koplopers.
Tsjecho-Slowakije, Masaryk-Ring
In de 250cc-race gingen Kork Ballington en Roland Freymond even aan de leiding, maar toen Toni Mang in de derde ronde voorbij kwam kon Ballington hem maar even volgen. De echte strijd ging om de derde plaats, tussen Jean-François Baldé, Roland Freymond en Guy Bertin, die voor het eerst op een 250cc-MBA reed. In de voorlaatste ronde viel Bertin uit, waardoor Baldé derde werd. 
Duitsland, Nordschleife
Toni Mang had weliswaar de snelste trainingstijd op de Nordschleife gezet (1,5 seconde sneller dan Kork Ballington), maar had geen enkele behoefte om zich overmatig in te spannen in de 250cc-race. Die titel had hij immers al op zak en de belangrijke 350cc-race moest nog gereden worden. Het werd even spannend toen de machines van Egid Schwemmer en Tony Rogers elkaar bij de start raakten. Schwemmer's Yamaha kwam tegen de vangrail tot stistand en vloog in brand. De vlammen en de rook trokken naar de hoofdtribune, waardoor er enige paniek ontstond. Ballington vertrok als snelste, maar werd halverwege de eerste ronde toch gepasseerd door Mang. Op dat moment was een zestal rijders al gestopt omdat ze de baan te glad vonden. Mang liet zich echter gemakkelijk weer inhalen, ook door Jean-François Baldé. Hij reed op volle regenbanden en daar was de baan niet nat genoeg voor, maar hij was ook erg voorzichtig met het oog op de komende 350cc-race. Baldé werd tweede, maar wist Ballington tot op 0,3 seconde te naderen.

### Uitslagen 250 cc
|    | Datum       | Race                     | Circuit                  | 1e                                   | 2e                                   | 3e                                   | Poleposition                         | Snelste ronde                        |
| -- | ----------- | ------------------------ | ------------------------ | ------------------------------------ | ------------------------------------ | ------------------------------------ | ------------------------------------ | ------------------------------------ |
|    | 23 maart    | GP van Venezuela         | San Carlos               | afgelast wegens financiële problemen | afgelast wegens financiële problemen | afgelast wegens financiële problemen | afgelast wegens financiële problemen | afgelast wegens financiële problemen |
| 1  | 11 mei      | GP der Naties            | Misano                   | Toni Mang                            | Jean-François Baldé                  | Pierluigi Conforti                   | Toni Mang                            | Kork Ballington                      |
| 2  | 18 mei      | GP van Spanje            | Jarama                   | Kork Ballington                      | Toni Mang                            | Thierry Espié                        | Kork Ballington                      | Kork Ballington                      |
| 3  | 25 mei      | GP van Frankrijk         | Le Castellet             | Kork Ballington                      | Toni Mang                            | Thierry Espié                        | Toni Mang                            | Thierry Espié                        |
| 4  | 15 juni     | GP van Joegoslavië       | Rijeka                   | Toni Mang                            | Giampaolo Marchetti                  | Sauro Pazzaglia                      | Toni Mang                            | Toni Mang                            |
| 5  | 28 juni     | TT Assen                 | Assen                    | Carlos Lavado                        | Eric Saul                            | Toni Mang                            | Toni Mang                            | Carlos Lavado                        |
| 6  | 6 juli      | GP van België            | Zolder                   | Toni Mang                            | Giampaolo Marchetti                  | Patrick Fernandez                    | Toni Mang                            | Toni Mang                            |
|    | 20 juli     | GP van Zweden            | Karlskoga                | afgelast wegens financiële problemen | afgelast wegens financiële problemen | afgelast wegens financiële problemen | afgelast wegens financiële problemen | afgelast wegens financiële problemen |
| 7  | 27 juli     | GP van Finland           | Imatra                   | Kork Ballington                      | Toni Mang                            | Roland Freymond                      | Toni Mang                            | Kork Ballington                      |
| 8  | 10 augustus | GP van Groot-Brittannië  | Silverstone              | Kork Ballington                      | Toni Mang                            | Thierry Espié                        | Toni Mang                            | Toni Mang                            |
| 9  | 17 augustus | GP van Tsjecho-Slowakije | Masaryk-Ring             | Toni Mang                            | Kork Ballington                      | Jean-François Baldé                  | Toni Mang                            | Toni Mang                            |
| 10 | 24 augustus | GP van Duitsland         | Nürburgring Nordschleife | Kork Ballington                      | Jean-François Baldé                  | Toni Mang                            | Toni Mang                            | Kork Ballington                      |

### Eindstand 250 cc
| Pos. | Coureur                | Motorfiets        | Ptn. |
| ---- | ---------------------- | ----------------- | ---- |
| 1    | Toni Mang              | Krauser-Kawasaki  | 128  |
| 2    | Kork Ballington        | Kawasaki          | 87   |
| 3    | Jean-François Baldé    | Kawasaki          | 59   |
| 4    | Thierry Espié          | Bimota-Yamaha     | 53   |
| 5    | Roland Freymond        | Ad Maiora         | 46   |
| 6    | Carlos Lavado          | Yamaha            | 29   |
| 7    | Giampaolo Marchetti    | Yamaha            | 28   |
| 8    | Jacques Cornu          | Yamaha            | 26   |
| 9    | Eric Saul              | Yamaha            | 24   |
| 10   | Patrick Fernandez      | Yamaha            | 16   |
| 11   | Edi Stöllinger         | Kawasaki          | 16   |
| 12   | Hans Müller            | Yamaha            | 16   |
| 13   | Sauro Pazzaglia        | Ad Maiora         | 12   |
| 14   | Graeme McGregor        | Cotton            | 12   |
| 15   | Jean-Marc Toffolo      | Yamaha/ Armstrong | 11   |
| 16   | Pierluigi Conforti     | Yamaha            | 10   |
| 17   | Jean-Louis Guignabodet | Kawasaki          | 9    |
| 18   | Didier de Radiguès     | Yamaha            | 8    |
| 19   | Eero Hyvärinen         | Yamaha            | 8    |

| Pos. | Coureur              | Motorfiets | Ptn. |
| ---- | -------------------- | ---------- | ---- |
| 20   | Paolo Ferretti       | Yamaha     | 7    |
| 20   | Clive Horton         | Cotton     | 7    |
| 22   | Graeme Geddes        | Yamaha     | 6    |
| 23   | Roger Sibille        | Yamaha     | 6    |
| 24   | Jacques Bolle        | Yamaha     | 5    |
| 24   | Steve Tonkin         | Cotton     | 5    |
| 26   | Herbert Hauf         | Yamaha     | 4    |
| 27   | André Gouin          | Yamaha     | 4    |
| 28   | Reinhold Roth        | Yamaha     | 4    |
| 29   | Walter Villa         | Yamaha     | 4    |
| 30   | Charlie Williams     | Yamaha     | 2    |
| 30   | Martin Wimmer        | Yamaha     | 2    |
| 32   | René Delaby          | Yamaha     | 1    |
| 32   | Franco Marchegiani   | Yamaha     | 1    |
| 32   | Marco Papa           | Yamaha     | 1    |
| 32   | Tony Rogers          | Yamaha     | 1    |
| 32   | Mladen Tomic         | Yamaha     | 1    |
| 37   | Jean-Louis Tournadre | Yamaha     | 1    |

### Constructeurstitel 250 cc
De constructeurstitel werd aan Krauser-Kawasaki toegekend.

## 125cc-klasse
De 125cc-klasse zou eigenlijk tussen twee Italiaanse merken moeten gaan: Minarelli en MBA, maar Guy Bertin was met de Motobécane die hij in 1979 van Thierry Espié had overgenomen een luis in de pels. Hij won drie races, waaronder de laatste twee, toen Minarelli en MBA nog in gevecht waren om de constructeurstitel. De toprijders presteerden erg wisselvallig, maar tocht wist Pier Paolo Bianchi al in Silverstone zijn persoonlijke titel veilig te stellen.
Nations GP, Misano
Ángel Nieto had tijdens de GP des Nations een probleem met zijn helm, die steeds omhoog schoot. De 125cc-race werd helemaal gecontroleerd door Pier Paolo Bianchi. Guy Bertin werd tweede, voor Bruno Kneubühler, maar kreeg een tijdstraf omdat hij op de startgrid te ver naar voren had gestaan. Daardoor ging de derde plaats naar Loris Reggiani, een beslissing die na een protest van Bertin werd teruggedraaid. 
Spanje, Jarama
Guy Bertin nam in Jarama meteen de leiding, gevolgd door Ángel Nieto, die echter na drie ronden door een vastloper ten val kwam. Pier Paolo Bianchi had twaalf ronden nodig om het gat met Bertin dicht te rijden, maar toen die twee ronden voor het einde door een totaal versleten achterband viel kreeg Bianchi de overwinning min of meer cadeau. Iván Palazzese werd tweede en Bruno Kneubühler derde. De eerste tien plaatsen waren allemaal voor MBA's. 
Frankrijk, Le Castellet
Guy Bertin reed in zijn thuisrace de beste kwalificatietijd. In de race ging hij aanvankelijk aan de leiding, vlak voor Ángel Nieto en Pier Paolo Bianchi. In de zevende ronde brak het schakelpedaal van de Motobécane van Bertin. Nieto wist met moeite Bianchi van zich af te houden en won met minder dan twee seconden verschil. Nieto's teamgenoot Loris Reggiani werd derde. Ángel Nieto scoorde zijn zestigste WK-overwinning. 
Joegoslavië, Rijeka
De 125cc-race in Joegoslavië leek spannend te beginnen toen een kopgroep ontstond met Ángel Nieto, Hans Müller en Pier Paolo Bianchi. Guy Bertin vond echter aansluiting en ging meteen aan de leiding rijden. De kopgroep werd uitgedund toen Nieto versnellingsbakproblemen kregen en Bianchi, mogelijk bevangen door de hitte, viel. Müller stond op gewone profielbanden en kon Bertin uiteindelijk niet volgen.
Nederland, Assen
Nadat Cees van Dongen in de 50cc-klasse vijftiende was geworden, sloot hij met een achttiende plaats in de 125cc-race zijn carrière af. Peter Looijesteijn pakte vanaf de elfde startplaats na de start even de leiding, gevolgd door Pier Paolo Bianchi. Na de tweede ronde was de leiding in handen van Giampaolo Marchetti en Guy Bertin, op korte afstand gevolgd door Ángel Nieto. Door de regen waren er veel valpartijen, met name in de Geert Timmer-bocht, waar door het ontbreken van verkanting en tonrondte het regenwater niet wegliep en plassen vormde. Na enige tijd nam Nieto de leiding over en was er weinig strijd meer om de kopposities. Er ontstond afstand tussen de volgers Bertin, Marchetti en Loris Reggiani, die inmiddels naar voren was gekomen. Marchetti moest met motorpech afhaken en Bertin werd tweede, gevolgd door Reggiani en Bianchi. Tijdens deze race brak Barry Smith door een val een been, maar dit was de enige ernstige blessure van de hele TT van Assen.
België, Zolder
Bij de start van de 125cc-race in België namen Hans Müller en Peter Looijesteijn de leiding. Looijesteijn viel al snel terug, maar Müller behield de leiding tot de vijfde ronde, toen Ángel Nieto en Guy Bertin hem passeerden. Tot de 18e ronde behield Nieto de leiding, maar tegen het einde zette Bertin een aanval in wat hem tot op enkele tienden van seconden achter Nieto bracht. Loris Reggiani werd derde en ook Pier Paolo Bianchi wist Wolfgang Müller nog te passeren. 
Finland, Imatra
Doordat in de voorafgaande races de toprijders nogal wisselvallig gepresteerd hadden verwachtte men in Finland een spannende 125cc-race. De kopgroep bestond aanvankelijk uit Wolfgang Müller, Ángel Nieto, Guy Bertin en Loris Reggiani, terwijl de leider in het wereldkampioenschap, Pier Paolo Bianchi, in de tweede groep zat. Müller en Nieto gingen er samen vandoor, terwijl Reggiani viel. Bertin moest opgeven toen eerst zijn tweede versnelling uitviel en later de Motobécane vastliep. Bianchi stootte door naar de tweede plaats, waar hij Nieto nog enige tijd bedreigde.
Groot-Brittannië, Silverstone
Peter Looijesteijn had de derde trainingstijd in de 125cc-klasse neergezet, maar remde zichzelf al in de opwarmronde onderuit, waardoor die startplaats leeg bleef. Harald Bartol startte als snelste, maar werd al snel gepasseerd door Guy Bertin, die werd gevolgd door Ángel Nieto. Er ontstonden twee gevechten: om de eerste plaats tussen Bertin en Nieto en om de derde plaats tussen Bruno Kneubühler, Loris Reggiani en Pier Paolo Bianchi. In de elfde ronde viel Nieto uit door schakelproblemen, waardoor Bertin gemakkelijk aan de leiding ging met zes seconden voorsprong. Toch riskeerde Bertin te veel: in de laatste ronde remde hij zichzelf onderuit, waardoor Reggiani zijn eerste Grand Prix won, voor Kneubühler en Bianchi.
Tsjecho-Slowakije, Masaryk-Ring
In de 125cc-klasse konden de Minarelli-rijders Loris Reggiani en Ángel Nieto nog een bedreiging vormen voor MBA-coureur Pier Paolo Bianchi. In de race viel Reggiani al vroeg uit, maar Guy Bertin, Nieto, Bianchi, Massimiani, Müller en Kneubühler vormden de kopgroep in de race. Zij wisselden regelmatig van positie, waardoor de spanning bleef, tot Nieto probeerde onder het rijden zijn carburateurafstelling aan te passen. Hij trok de carburateur uit het aanzuigrubber en moest de strijd staken. Op dat moment was Bianchi zeker van zijn wereldtitel. Hij stelde zich tevreden met de vijfde plaats. Guy Bertin, die in de 250cc-race al goed gereden had, was ondanks de hitte nog fit genoeg om te winnen. Massimiani, die een 500cc-motor gewend was, werd tweede en Hans Müller werd derde. 
Duitsland, Nordschleife
De wereldtitel in de 125cc-klasse was al in het bezit van Pier Paolo Bianchi (MBA), maar Minarelli kon de constructeurstitel nog winnen als er een Minarelli vóór een MBA over de finish kwam. Daarom kreeg Maurizio Massimiani opnieuw een 125cc-Minarelli ter beschikking. Trainingssnelste Guy Bertin nam meteen de leiding. Ángel Nieto probeerde hem te volgen, maar moest al snel terrein prijsgeven. Zo resulteerde het laatste optreden van Bertin met zijn Motobécane in een overwinning. Hans Müller werd derde. Door de tweede plaats van Nieto ging de constructeurstitel naar Minarelli.

### Uitslagen 125 cc
|    | Datum       | Race                     | Circuit                  | 1e                                   | 2e                                   | 3e                                   | Poleposition                         | Snelste ronde                        |
| -- | ----------- | ------------------------ | ------------------------ | ------------------------------------ | ------------------------------------ | ------------------------------------ | ------------------------------------ | ------------------------------------ |
|    | 23 maart    | GP van Venezuela         | San Carlos               | afgelast wegens financiële problemen | afgelast wegens financiële problemen | afgelast wegens financiële problemen | afgelast wegens financiële problemen | afgelast wegens financiële problemen |
|    | 27 april    | GP van Oostenrijk        | Salzburgring             | afgelast wegens hevige sneeuwval     | afgelast wegens hevige sneeuwval     | afgelast wegens hevige sneeuwval     | afgelast wegens hevige sneeuwval     | afgelast wegens hevige sneeuwval     |
| 1  | 11 mei      | GP der Naties            | Misano                   | Pier Paolo Bianchi                   | Guy Bertin                           | Bruno Kneubühler                     | Pier Paolo Bianchi                   | Pier Paolo Bianchi                   |
| 2  | 18 mei      | GP van Spanje            | Jarama                   | Pier Paolo Bianchi                   | Iván Palazzese                       | Bruno Kneubühler                     | Pier Paolo Bianchi                   | Guy Bertin                           |
| 3  | 25 mei      | GP van Frankrijk         | Le Castellet             | Ángel Nieto                          | Pier Paolo Bianchi                   | Loris Reggiani                       | Guy Bertin                           | Ángel Nieto                          |
| 4  | 15 juni     | GP van Joegoslavië       | Rijeka                   | Guy Bertin                           | Hans Müller                          | Loris Reggiani                       | Pier Paolo Bianchi                   | Guy Bertin                           |
| 5  | 28 juni     | TT Assen                 | Assen                    | Ángel Nieto                          | Guy Bertin                           | Loris Reggiani                       | Guy Bertin                           | Ángel Nieto                          |
| 6  | 6 juli      | GP van België            | Zolder                   | Ángel Nieto                          | Guy Bertin                           | Loris Reggiani                       | Hans Müller                          | Guy Bertin                           |
|    | 20 juli     | GP van Zweden            | Karlskoga                | afgelast wegens financiële problemen | afgelast wegens financiële problemen | afgelast wegens financiële problemen | afgelast wegens financiële problemen | afgelast wegens financiële problemen |
| 7  | 27 juli     | GP van Finland           | Imatra                   | Ángel Nieto                          | Pier Paolo Bianchi                   | Hans Müller                          | Guy Bertin                           | Ángel Nieto                          |
| 8  | 10 augustus | GP van Groot-Brittannië  | Silverstone              | Loris Reggiani                       | Bruno Kneubühler                     | Pier Paolo Bianchi                   | Guy Bertin                           | Ángel Nieto                          |
| 9  | 17 augustus | GP van Tsjecho-Slowakije | Masaryk-Ring             | Guy Bertin                           | Maurizio Massimiani                  | Hans Müller                          | Ángel Nieto                          | Guy Bertin                           |
| 10 | 24 augustus | GP van Duitsland         | Nürburgring Nordschleife | Guy Bertin                           | Ángel Nieto                          | Hans Müller                          | Guy Bertin                           | Guy Bertin                           |

### Eindstand 125 cc
| Pos. | Coureur             | Motorfiets | Ptn. |
| ---- | ------------------- | ---------- | ---- |
| 1    | Pier Paolo Bianchi  | MBA        | 90   |
| 2    | Guy Bertin          | Motobécane | 81   |
| 3    | Ángel Nieto         | Minarelli  | 78   |
| 4    | Bruno Kneubühler    | MBA        | 68   |
| 5    | Hans Müller         | MBA        | 64   |
| 6    | Loris Reggiani      | Minarelli  | 63   |
| 7    | Iván Palazzese      | MBA        | 28   |
| 8    | Maurizio Massimiani | Minarelli  | 20   |
| 9    | Peter Looijesteijn  | MBA        | 18   |
| 10   | Barry Smith         | MBA        | 17   |
| 11   | Harald Bartol       | MBA        | 15   |
| 12   | Ricardo Tormo       | MBA        | 13   |
| 13   | Stefan Dörflinger   | Morbidelli | 13   |
| 14   | Giampaolo Marchetti | MBA        | 10   |
| 15   | August Auinger      | MBA        | 9    |
| 16   | Yves Dupont         | MBA        | 8    |

| Pos. | Coureur            | Motorfiets | Ptn. |
| ---- | ------------------ | ---------- | ---- |
| 17   | Eugenio Lazzarini  | Iprem      | 8    |
| 18   | Rolf Blatter       | MBA        | 8    |
| 19   | Henk van Kessel    | Condor     | 8    |
| 20   | Gert Bender        | Bender     | 6    |
| 21   | Michel Galbit      | Morbidelli | 5    |
| 22   | Patrick Hérouard   | MBA        | 6    |
| 23   | János Drapál       | Morbidelli | 5    |
| 24   | Thierry Noblesse   | MBA        | 4    |
| 25   | Matti Kinnunen     | MBA        | 4    |
| 26   | Jan Bäckström      | MBA        | 2    |
| 26   | Stefan Jansen      | Morbidelli | 2    |
| 28   | Jean-Claude Selini | MBA        | 2    |
| 29   | Hugo Vignetti      | MBA        | 1    |
| 29   | Zdravko Ljeljak    | MBA        | 1    |
| 29   | Anton Straver      | MBA        | 1    |
| 29   | Johnny Wickström   | MBA        | 1    |

### Constructeurstitel 125 cc
De constructeurstitel werd aan Minarelli toegekend.

## 50cc-klasse
Een echt volwaardig fabrieksteam kende de 50cc-klasse in 1980 niet. Van Veen besloot Stefan Dörflinger een machine te geven en de jonge Hans Spaan in het nationale kampioenschap in te zetten. De Spaanse bond kocht Ricardo Tormo bij het team in voor veel geld, wat voor Dörflinger betekende dat hij steun moest verlenen aan Tormo. Eugenio Lazzarini bouwde onder de naam van zijn sponsor Iprem een Kreidler- productieracer op en Henk van Kessel bleef op zijn Sparta rijden. Dat was feitelijk ook een Kreidler, maar omdat Sparta met de ondersteuning stopte noemde Van Kessel zijn machine nu "X-16". De verwachting was dus dat Tormo eventueel geholpen door Dörflinger gemakkelijk wereldkampioen zou worden, maar het zou anders lopen.
Nations GP, Misano
In Misano was Eugenio Lazzarini ongenaakbaar. Hij zette de snelste trainingstijd en leidde de race van start tot finish. Theo Timmer lag aanvankelijk op de vierde plaats, maar nadat Ricardo Tormo zijn versnellingsbaktandwiel kapot had getrapt en Stefan Dörflinger was gevallen werd hij alsnog tweede. Henk van Kessel leek derde te worden, maar hij werd op de finishlijn geklopt door Hans-Jürgen Hummel. 
Spanje, Jarama
In Jarama startten Rolf Blatter en Henk van Kessel als snelsten, terwijl Eugenio Lazzarini slecht wegkwam. Ricardo Tormo en Stefan Dörflinger vonden al snel aansluiting bij de kop, net als Theo Timmer. Die viel echter toen hij probeerde Blatter uit te remmen. Ook Lazzarini kwam naar voren en nam de leiding, terwijl Van Kessel in gevecht kwam met Dörflinger. Dat moest hij opgeven toen hij problemen kreeg met zijn versnellingsbak, terwijl hij vanaf de negende ronde ook al geen koppeling had. Van Kessel wist wel nipt zijn derde plaats tot aan de finish vast te houden.
Joegoslavië, Rijeka
Ricardo Tormo was in de trainingen van de 50cc-klasse in Joegoslavië al de snelste geweest en in de race was iedere andere rijder kansloos. Tormo had binnen drie ronden een voorsprong van vijftien seconden op Stefan Dörflinger. Die had echter een kleine vastloper gehad en kon het vermogen van de Van Veen-Kreidler niet volledig benutten. Toch was hij veel sneller dan Eugenio Lazzarini. Toen Dörflinger's machine er vijftig meter voor de finish helemaal mee ophield kon hij zich laten uitrollen en had hij nog ruim twee seconden over. 
Nederland, Assen
Net als in Joegoslavië trainde Ricardo Tormo als snelste en ook in de race nam hij al snel vijf seconden voorsprong op Stefan Dörflinger, Hans Spaan en Henk van Kessel. Na drie ronden had Tormo al negen seconden voorsprong, maar na de vijfde ronde begon zijn voorsprong plotseling te krimpen. De Van Veen-Kreidler liep niet meer optimaal en teamgenoot Dörflinger kwam rap dichterbij. Dörflinger kwam zelfs aan de leiding te liggen, maar hij mocht volgens stalorders niet weg rijden van Tormo. In plaats daarvan liet hij Tormo in zijn slipstream rijden zodat Eugenio Lazzarini, die intussen op de derde plaats lag, niet te dichtbij kon komen. Lazzarini was wat tijd verloren in het gevecht met Spaan, die moest afhaken omdat ook zijn Van Veen-Kreidler slechter liep door een vastzittende zuigerveer. 
België, Zolder
Stefan Dörflinger moest al het hele seizoen voorrang verlenen aan zijn teamgenoot Ricardo Tormo, maar toen die na de eerste ronde in België met een lege accu de pit opzocht had hij vrij baan. Dörflinger won met 13 seconden voorsprong op Eugenio Lazzarini, die zijn gebruikelijke slechte start had gehad. Aanvankelijk lagen Wolfgang Müller en Yves Dupont op de tweede en de derde plaats, maar zij werden gepasseerd door Lazzarini. Dupont werd derde, maar Müller viel in de twaalfde ronde uit waardoor Hans Spaan vierde werd. Henk van Kessel reed op de derde plaats toen in de zesde ronde zijn motor het kookpunt bereikte. Theo Timmer was toen al gevallen, waarbij hij een sleutelbeen had gebroken. 
Duitsland, Nordschleife
Als privérijder had Eugenio Lazzarini niet veel kans om de Van Veen-Kreidlers van Ricardo Tormo en Stefan Dörflinger te verslaan, maar hij had in het wereldkampioenschap 5 punten voorsprong op Dörflinger. Bij een overwinning van Dörflinger moest hij tweede worden. Andersom was het ook voor Tormo zaak tweede te worden achter Dörflinger, maar Tormo had veruit de snelste trainingstijd gereden en startte ook als snelste. In de eerste ronde viel hij echter al. Hij verklaarde na de race dat hij zich te veel had geconcentreerd op de achter hem rijdende Dörflinger, die hij voorbij moest laten. Na de eerste ronde lag Hans-Jürgen Hummel aan de leiding, met Lazzarini op de tweede plaats, terwijl Dörflinger vlak voor Hans Spaan en Ingo Emmerich lag. Van Spaan had hij niets te vrezen, want ook hij reed voor het team van Van Veen. In de laatste ronde reed Hummel nog steeds voorop, maar hij zat te rekenen op zijn motor. Als hij alleen zou blijven zouden zowel Dörflinger als Lazzarini hem inhalen. Daarom probeerde hij Dörflinger voorbij te wenken, met het idee gebruik te maken van diens slipstream. Daardoor zou hij in elk geval tweede kunnen worden. Dörflinger begreep de hint niet en bleef Hummel volgen. Hummel keek nog een keer om en kwam daardoor ten val. Hij kon meteen weer op zijn machine klimmen, maar werd derde. Lazzarini werd tweede en daardoor wereldkampioen.

### Uitslagen van 50 cc
|   | Datum       | Race               | Circuit                  | 1e                | 2e                | 3e                 | Poleposition      | Snelste ronde     |
| - | ----------- | ------------------ | ------------------------ | ----------------- | ----------------- | ------------------ | ----------------- | ----------------- |
| 1 | 11 mei      | GP der Naties      | Misano                   | Eugenio Lazzarini | Theo Timmer       | Hans-Jürgen Hummel | Eugenio Lazzarini | Stefan Dörflinger |
| 2 | 18 mei      | GP van Spanje      | Jarama                   | Eugenio Lazzarini | Stefan Dörflinger | Henk van Kessel    | Ricardo Tormo     | Eugenio Lazzarini |
| 3 | 15 juni     | GP van Joegoslavië | Rijeka                   | Ricardo Tormo     | Stefan Dörflinger | Eugenio Lazzarini  | Ricardo Tormo     | Ricardo Tormo     |
| 4 | 28 juni     | TT Assen           | Assen                    | Ricardo Tormo     | Stefan Dörflinger | Eugenio Lazzarini  | Ricardo Tormo     | Ricardo Tormo     |
| 5 | 6 juli      | GP van België      | Zolder                   | Stefan Dörflinger | Eugenio Lazzarini | Yves Dupont        | Ricardo Tormo     | Stefan Dörflinger |
| 6 | 24 augustus | GP van Duitsland   | Nürburgring Nordschleife | Stefan Dörflinger | Eugenio Lazzarini | Hans-Jürgen Hummel | Ricardo Tormo     | Stefan Dörflinger |

### Eindstand 50 cc
| Pos. | Coureur            | Motorfiets        | Ptn. |
| ---- | ------------------ | ----------------- | ---- |
| 1    | Eugenio Lazzarini  | Iprem-Kreidler    | 74   |
| 2    | Stefan Dörflinger  | Van Veen-Kreidler | 72   |
| 3    | Hans-Jürgen Hummel | Kreidler          | 37   |
| 4    | Ricardo Tormo      | Van Veen-Kreidler | 36   |
| 5    | Henk van Kessel    | Pentax-X-16       | 31   |
| 6    | Hans Spaan         | Van Veen-Kreidler | 24   |
| 7    | Theo Timmer        | Bultaco           | 19   |
| 8    | Yves Dupont        | ABF               | 18   |
| 9    | Jacky Hutteau      | ABF               | 18   |
| 10   | Wolfgang Müller    | Kreidler          | 15   |
| 11   | Rolf Blatter       | Kreidler          | 14   |

| Pos. | Coureur            | Motorfiets | Ptn. |
| ---- | ------------------ | ---------- | ---- |
| 12   | Gerhard Waibel     | Kreidler   | 7    |
| 13   | Otto Machinek      | Kreidler   | 7    |
| 14   | Ingo Emmerich      | Kreidler   | 6    |
| 15   | Giuseppe Ascareggi | Minarelli  | 4    |
| 15   | Günter Schirnhofer | Kreidler   | 4    |
| 17   | Daniel Mateos      | Derbi      | 3    |
| 18   | Claudio Lusuardi   | Bultaco    | 6    |
| 19   | Enrico Cereda      | DRS        | 2    |
| 20   | Aldo Pero          | Kreidler   | 1    |
| 20   | Gerhard Böhl       | Kreidler   | 1    |

### Constructeurstitel 50 cc
De constructeurstitel werd aan Iprem-Kreidler toegekend.

## Zijspanklasse
Eindelijk had de FIM de zijspanklasse van een enigszins bruikbaar reglement voorzien. De twee klassen (B2A en B2B) waren afgeschaft en alle combinaties reden weer binnen één reglement. De naafbesturingen waren verboden en de machines moesten een balhoofd hebben, waarvoor de belangrijkste bouwers Seymaz en LCR beiden een andere oplossing hadden gevonden. Coureurs die meer "ouderwetse" combinaties zoals die van Terry Windle of Dieter Busch gebruikten hoefden geen aanpassingen te doen. Rolf Biland was favoriet voor de titel, met Alain Michel, die met een Fath motor het seizoen begon, als belangrijkste outsider. Biland viel echter te vaak uit en Michel moest al na de eerste race op zoek naar een nieuwe bakkenist én een andere motor. Het meest constant waren Jock Taylor en Benga Johansson, die slechts één keer uitvielen en vier van de acht races wonnen. 
Frankrijk, Le Castellet
Voor de zijspanklasse was Frankrijk de openingsrace van het seizoen. Alain Michel koos voor de nieuwe motor van Helmut Fath, terwijl bijna alle andere coureurs Yamaha-motoren gebruikten. Michel en Rolf Biland wisselden elkaar in de race af aan de leiding, gevolgd door Jock Taylor en Werner Schwärzel. Op de vijfde plaats reed de Nederlandse combinatie Egbert Streuer/Johan van der Kaap. Zij hadden zich al bij die positie neergelegd, toen Michel's versnellingsbak in de laatste ronde de geest gaf. Michel werd nog wel achtste, maar Biland won voor Taylor, Schwärzel en Streuer. 
Joegoslavië, Rijeka
De tweede zijspanrace van het seizoen was een paar ronden spannend toen zich een kopgroep had gevormd met Egbert Streuer/Johan van der Kaap, Bruno Holzer/Karl Meierhans en Werner Schwärzel/Andreas Huber. Na drie ronden kreeg een tweede groep aansluiting: Biland/Waltisperg, Michel/Burkhardt en Taylor/Johansson. Streuer's motor verloor vermogen en hij had per ronde twee seconden meer nodig dan in de training. Hij moest Biland, Michel en Taylor dan ook voorbijlaten.
Nederland, Assen
Derek Jones/Brian Ayres hadden in Assen de snelste trainingstijd gereden maar startten erg slecht. Jock Taylor/Benga Johansson startten vanaf de tweede startrij juist erg snel, maar moesten zich inhouden om te wachten tot ook de motoren van Jones en Alain Michel waren aangeslagen. Daardoor kon de combinatie Egbert Streuer/Johan van der Kaap als eerste de leiding nemen. Ze werden echter al snel gepasseerd door Taylor/Johansson, Michel/Burkhardt en Biland/Waltisperg. Taylor nam een voorsprong op Michel en Biland die om de tweede plaats vochten tot Biland de pit in reed met versnellingsbakproblemen. Michel werd nu tweede, maar Streuer werd ook nog gepasseerd door Jones, die intussen zijn slechte start had goedgemaakt. Michel wist met een nieuw ronderecord nog tot dicht bij Taylor te komen, maar werd gehinderd door de achterblijvers Hermann Huber/Rainer Gundel, die naar rechts uitweken om Michel voorbij te laten, precies op het moment dat Michel besloot hen rechts te passeren. Daardoor moest Michel door het gras rijden om een aanrijding te voorkomen. 
België, Zolder
Cees Smit en Erik de Groot stonden op de eerste startplaats van de zijspanklasse, maar zij waren er zelf ook van overtuigd dat dit een gevolg van de rommelige tijdwaarneming was. Zoals verwacht ging de strijd om de overwinning tussen Jock Taylor, Alain Michel en Rolf Biland. Die laatste had echter een slechte start, zodat er een gevecht ontstond tussen Taylor en Michel. Taylor behield de leiding tot hij in de 17e ronde een foutje maakte en Michel voorbij kwam. Drie ronden later nam Taylor de leiding weer over om ze niet meer af te staan. Biland had intussen schakelproblemen, die werden veroorzaakt door een knellende laars. Hij ging de pit in, rukte de laars van zijn voet en reed met alleen een sok om zijn "schakelvoet" verder. Hoe groot het verschil met de rest van het veld was bleek uit het feit dat hij toch nog derde werd, met een flinke voorsprong op Derek Jones.
Finland, Imatra
De zijspanrace in Imatra verliep tamelijk spectaculair. Biland/Waltisperg reden twee ronden aan de leiding, gevolgd door Michel/Burkhardt, maar toen moest Biland in de pit zijn zijspanwiel laten vervangen. Egbert Streuer verraste Michel en Werner Schwärzel en nam de leiding in de race, maar vloog in de derde ronde van de baan. Daarbij brak bakkenist Johan van der Kaap een sleutelbeen. Michel viel uit door een defecte versnellingsbak, waardoor Jock Taylor aan de leiding kwam. Die werd met een enorm snelheidsverschil ingehaald door Biland, die echter een ronde achterstand had. Taylor won de race voor Schwärzel, die onderweg nog even gestopt was om bakkenist Andreas Huber, die in de chicane uit de bak gevallen was, te laten instappen. Bruno Holzer/Karl Meierhans werden derde en Biland werd ondanks zijn pitstop toch nog vierde.
Groot-Brittannië, Silverstone
Jock Taylor en Benga Johansson werden eigenlijk al wereldkampioen in de opwarmronde, toen Rolf Biland door een vastloper de pit moest opzoeken. Bovendien viel Alain Michel al in de eerste ronde uit. Taylor moest de overwinning laten aan Derek Jones en Brian Ayres, maar zijn tweede plaats was voldoende voor de wereldtitel. Op het podium was er weinig vreugde, want tijdens de race waren de combinaties van Mal White/Phil Spendlove en Yvan Trolliet/Denis Vernet met elkaar in botsing gekomen. Daarbij vlogen White en Spendlove over de vanghekken en tegen het talud, waarbij Mal White op slag werd gedood. 
Tsjecho-Slowakije, Masaryk-Ring
Jock Taylor viel in de zijspanrace al in de eerste ronde uit door een vastloper, waardoor Rolf Biland de race van start tot finish kon leiden en de derde dagoverwinning voor het team van Krauser liet noteren. De echte strijd was achter hem te vinden, waar Egbert Streuer, Bruno Holzer en Werner Schwärzel om de tweede plaats vochten. Alain Michel was toen zijn slechte start nog aan het goedmaken. Toch wist Michel naar de tweede plaats door te stoten, voor Holzer. Egbert Streuer, die door de blessure van Johan van der Kaap weer met Boy Brouwer als bakkenist aantrad, wist zijn grootste concurrent Schwärzel voor te blijven. 
Duitsland, Nordschleife
Na een meningsverschil met een keuringsofficial kwam Derek "Crazy Horse" Jones niet aan de start, en zijn bakkenist Brian Ayres nam plaats in het zijspan van Trevor Ireson. Ook de zijspanrijders hadden moeite met de gladheid van de baan, zeker omdat het op een deel van het circuit motregende. Jock Taylor/Benga Johansson reden van start tot finish aan de leiding, Rolf Biland ging de pit in om zijn slicks te vervangen, maar ontdekte daar dat er geen regenbanden beschikbaar waren. Hij probeerde het op intermediates, maar gaf al snel op. Alain Michel werd tweede en Egbert Streuer haalde met de derde plaats zijn eerste podium.

### Uitslagen zijspanklasse
|   | Datum       | Race                     | Circuit                  | 1e                                   | 2e                                   | 3e                                   | Poleposition                         | Snelste ronde                        |
| - | ----------- | ------------------------ | ------------------------ | ------------------------------------ | ------------------------------------ | ------------------------------------ | ------------------------------------ | ------------------------------------ |
|   | 27 april    | GP van Oostenrijk        | Salzburgring             | afgelast wegens hevige sneeuwval     | afgelast wegens hevige sneeuwval     | afgelast wegens hevige sneeuwval     | afgelast wegens hevige sneeuwval     | afgelast wegens hevige sneeuwval     |
| 1 | 25 mei      | GP van Frankrijk         | Le Castellet             | Rolf Biland / Kurt Waltisperg        | Jock Taylor / Benga Johansson        | Werner Schwärzel / Andreas Huber     | Alain Michel / Paul Gérard           | Rolf Biland / Kurt Waltisperg        |
| 2 | 15 juni     | GP van Joegoslavië       | Rijeka                   | Rolf Biland / Kurt Waltisperg        | Alain Michel / Michael Burkhardt     | Jock Taylor / Benga Johansson        | Alain Michel / Michael Burkhardt     | Alain Michel / Michael Burkhardt     |
| 3 | 28 juni     | TT Assen                 | Assen                    | Jock Taylor / Benga Johansson        | Alain Michel / Michael Burkhardt     | Derek Jones / Brian Ayres            | Derek Jones / Brian Ayres            | Alain Michel / Michael Burkhardt     |
| 4 | 6 juli      | GP van België            | Zolder                   | Jock Taylor / Benga Johansson        | Alain Michel / Michael Burkhardt     | Rolf Biland / Kurt Waltisperg        | Cees Smit / Erik de Groot            | Jock Taylor / Benga Johansson        |
|   | 20 juli     | GP van Zweden            | Karlskoga                | afgelast wegens financiële problemen | afgelast wegens financiële problemen | afgelast wegens financiële problemen | afgelast wegens financiële problemen | afgelast wegens financiële problemen |
| 5 | 27 juli     | GP van Finland           | Imatra                   | Jock Taylor / Benga Johansson        | Werner Schwärzel / Andreas Huber     | Bruno Holzer / Karl Meierhans        | Alain Michel / Michael Burkhardt     | Rolf Biland / Kurt Waltisperg        |
| 6 | 10 augustus | GP van Groot-Brittannië  | Silverstone              | Derek Jones / Brian Ayres            | Jock Taylor / Benga Johansson        | George O'Dell / Kenneth Williams     | Jock Taylor / Benga Johansson        | Derek Jones / Brian Ayres            |
| 7 | 17 augustus | GP van Tsjecho-Slowakije | Masaryk-Ring             | Rolf Biland / Kurt Waltisperg        | Alain Michel / Michael Burkhardt     | Bruno Holzer / Karl Meierhans        | Alain Michel / Michael Burkhardt     | Rolf Biland / Kurt Waltisperg        |
| 8 | 24 augustus | GP van Duitsland         | Nürburgring Nordschleife | Jock Taylor / Benga Johansson        | Alain Michel / Michael Burkhardt     | Egbert Streuer / Johan van der Kaap  | Rolf Biland / Kurt Waltisperg        | Rolf Biland / Kurt Waltisperg        |

### Eindstand zijspanklasse
| Pos. | Coureur           | Bakkenist                         | Motorfiets                  | Ptn. |
| ---- | ----------------- | --------------------------------- | --------------------------- | ---- |
| 1    | Jock Taylor       | Benga Johansson                   | Windle-Yamaha               | 94   |
| 2    | Rolf Biland       | Kurt Waltisperg                   | Krauser-LCR-Yamaha          | 63   |
| 3    | Alain Michel      | Paul Gérard en Michael Burkhardt  | Seymaz-Fath / Seymaz-Yamaha | 63   |
| 4    | Egbert Streuer    | Johan van der Kaap en Boy Brouwer | LCR-Yamaha                  | 52   |
| 5    | Werner Schwärzel  | Andreas Huber                     | Krauser-LCR-Yamaha          | 48   |
| 6    | Bruno Holzer      | Karl Meierhans                    | LCR-Yamaha                  | 37   |
| 7    | Derek Jones       | Brian Ayres                       | Ireson-Yamaha               | 35   |
| 8    | George O'Dell     | Kenneth Williams                  | Yamaha                      | 21   |
| 9    | Michel Vanneste   | Serge Vanneste                    | Busch-Suzuki                | 16   |
| 10   | Trevor Ireson     | Clive Pollington en Brian Ayres   | Ireson-Yamaha               | 15   |
| 11   | Peter Campbell    | Richard Goodwin                   | Yamaha                      | 15   |
| 12   | Göte Brodin       | Billy Gällros                     | Krauser-LCR-Yamaha          | 11   |
| 13   | Rolf Steinhausen  | Kenny Arthur                      | Bartol-LCR                  | 10   |
| 14   | Yvan Trolliet     | Denis Vernet                      | Seymaz-Yamaha               | 9    |
| 15   | Dick Greasley     | Stuart Atkinson                   | Yamaha                      | 6    |
| 16   | Masato Kumano     | Georg Buchner en Neil Oxley       | Kumano-Yamaha               | 6    |
| 17   | Pentti Niinivaara | Matti Gröönroos                   | Yamaha                      | 5    |
| 18   | Walter Ohrmann    | Erich Schmitz                     | Yamaha                      | 5    |
| 19   | Jesco Höckert     | Harald Mathews en Thomas Riedel   | Busch-Yamaha                | 5    |
| 20   | Jorma Päivärinta  | Kari Karttiala                    | Yamaha                      | 4    |
| 21   | Kalevi Rahko      | Kari Laatikainen                  | Yamaha                      | 3    |
| 22   | John Barker       | Nick Cutmore                      | Yamaha                      | 2    |
| 23   | Hermann Huber     | Rainer Gundel                     | Krauser-LCR-Yamaha          | 1    |
| 23   | Mick Boddice      | Chas Birks                        | Windle-Yamaha               | 1    |

### Constructeurstitel zijspanklasse
De constructeurstitel werd aan Windle-Yamaha toegekend.